# Base Aérea Militar N.º 1 de Santa Lucía
La Base Aérea Militar N.º 1 de Santa Lucía (Código IATA: NLU - Código OACI: MMSM - Código DGAC: NLU), oficialmente Base Aérea Militar N.º 1 General Alfredo Lezama Álvarez, es operada por la Secretaría de la Defensa Nacional a través de la Fuerza Aérea Mexicana, está ubicada al sureste del municipio de Zumpango, en el Estado de México, y cuenta con una colonia residencial de efectivos militares del Ejército Mexicano. Dentro de sus instalaciones cuenta con la pista larga, lo que facilita las operaciones aéreas dentro de la base militar, con el objetivo de realizar acciones que impliquen a la seguridad nacional o en caso de desastres naturales.
El gobierno federal, mediante la Secretaría de Comunicaciones y Transportes, construyó en este sitio un nuevo aeropuerto internacional que sirve a la Ciudad de México y la Zona Metropolitana del Valle de México. El proyecto fue inaugurado el 21 de marzo de 2022, y se denomina oficialmente Aeropuerto Internacional Felipe Ángeles (AIFA).

## Reubicación de Instalaciones Militares
La Base Aérea Militar de Santa Lucía cedió parte de su terreno para la construcción del Aeropuerto Internacional Felipe Ángeles (AIFA), motivo por el cual se van a construir nuevas instalaciones y reubicar otras.
Se van a construir las siguientes instalaciones:
- Terminal Aérea Militar
- Salón de fiestas
- Campus escolar
- Brigada de Fusileros Paracaidistas
- Alojamiento para tripulaciones

Las siguientes instalaciones se reubicarán:
- Base Aérea Militar
- Comandancia General de la 37/a. Zona Militar
- Acceso Monumental
- Pabellón de mandatarios
- Complejo habitacional
- Hospital Militar
- Museo Militar de Aviación
- Centro de Adiestramiento de la Policía Militar
- Centro Comercial

## Escuela Militar de Tropas Especialistas de la Fuerza Aérea Mexicana
El conjunto está integrado por:

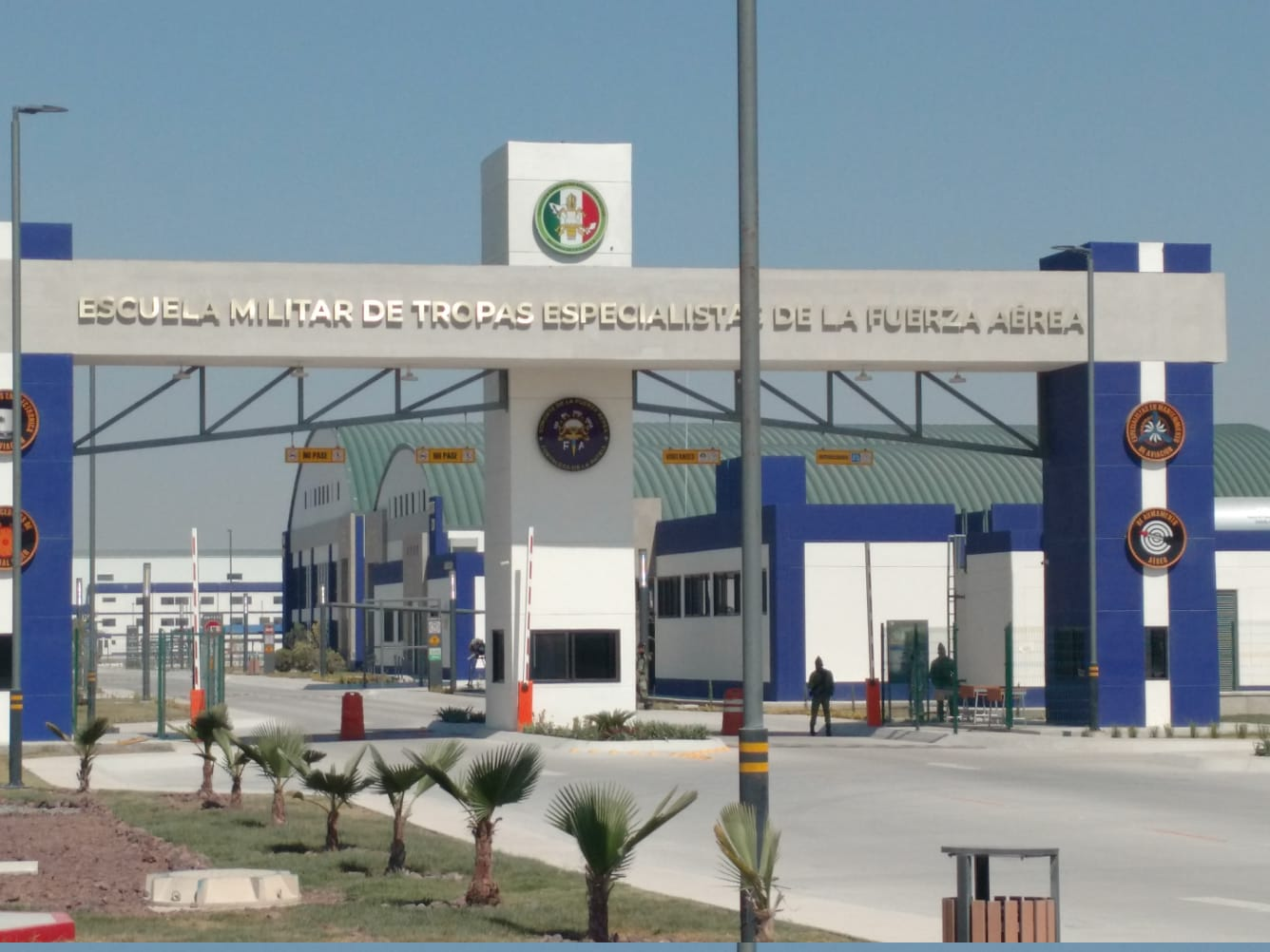
Fachada de la Escuela Militar de Tropas Especialistas de la Fuerza Aérea Mexicana

- Edificio académico con 29 aulas, 2 aulas magnas, 1 laboratorio de inglés y 1 laboratorio de computo.
- 3 Edificios para alojamiento con capacidad para 810 personas.
- Edificio para alojamiento de personal femenino con capacidad para 150 personas.
- Edificio con 8 laboratorios, 10 aulas, 2 aulas magnas, 4 talleres, 2 salas, 2 depósitos y 2 simuladores.
- Auditorio para 1,000 personas.
- Depósito para vestuario y equipo.
- Depósito de armamento y municiones.

Además de estas instalaciones, el complejo cuenta espacios complementarias: un patio de honor, asta bandera de 25 metros de altura, comedor para 1,200 personas, un edificio de apoyo a la educación, áreas deportivas, plantas eléctricas de emergencia, cisterna, red de riego, entre varias.

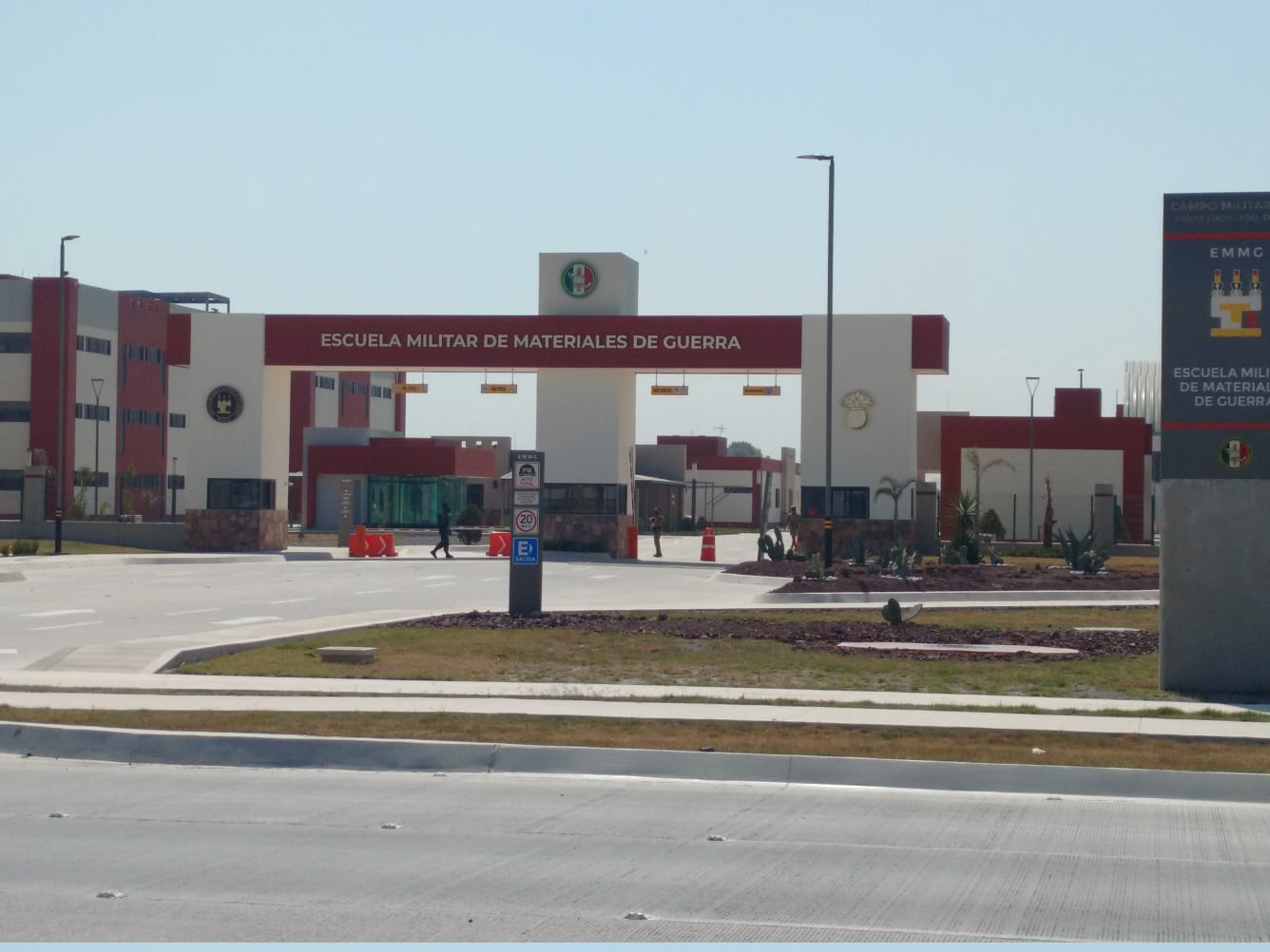
Fachada de la Escuela Militar de Materiales de Guerra

## Escuela Militar de Materiales de Guerra
La escuela militar está integrada por:
- Edificio de gobierno
- Edificio académico con 32 aulas y 2 aulas magnas.
- 3 Edificios para alojamiento con capacidad para 810 personas.
- Laboratorio de análisis balístico.
- Talleres de mantenimiento de armas e industrial y un tiro simulado.
- Auditorio con capacidad para 640 personas.
- Depósito para vestuario y equipo.
- Depósito de armamento y municiones.

El complejo cuenta con espacios complementarios: patio de honor, asta bandera de 25 metros de altura, comedor para 800 personas, edificio de apoyo a la educación, áreas deportivas, plantas eléctricas de emergencia, cisterna, red de riego, entre otras.

## Hospital Militar de Zona
El edificio principal cuenta con un servicio de calidad y calidez a los militares y sus derechohabientes en un entorno amigable, de confianza y seguridad, brindará el servicio de consulta externa con 13 consultorios médicos y 6 consultorios odontológicos así como de psicología y nutrición, también se dará un servicio especializado al personal de la Fuerza Aérea Mexicana con 5 consultorios de medicina aeroespacial, se tendrá un servicio de hospitalización con 50 camas censables, y 39 camas no censables distribuidas en las diferentes áreas del Hospital, en urgencias se tiene previsto 3 consultorios y 2 cuartos de choque así como área de observación para hombres, mujeres y pediatría, incluyendo un módulo mater de emergencia. Se tendrán los principales servicios de imagenología, archivo clínico y laboratorios modernos, el hospital se equipará con 3 quirófanos de alta gama con tecnologías de primer nivel como parte a la contribución de hospitales inteligentes y sustentables.
Dentro de los servicios principales de apoyo a éste nosocomio contará con un auditorio para 100 espectadores, cocina-comedor dentro del edificio principal con capacidad de 100 comensales y el servicio de alimentación con ensamble de dietas para el área de hospitalización, se contará con un parque de transportes para vehículos oficiales y tres ambulancias, helipuerto, almacenes generales de medicamentos, talleres de mantenimiento, depósitos para R.P.B.I., R.M.E. y plaguicidas además dará servicio de cafetería para derechohabientes, un destacamento de seguridad, depósito para gases medicinales, lavandería, cuarto de máquinas, depósito de basura, alojamientos y vestidores para personal de la planta, caseta de seguridad y reja perimetral. 
Cuenta con áreas verdes y estacionamiento con capacidad para 303 vehículos.

## 37/a Zona Militar y Unidades Jurisdiccionadas
Como parte de las obras de reubicación de las instalaciones militares, se encuentra la reubicación de la 37/a. Zona Militar y Unidades Jurisdiccionadas, su Cuartel General, el 1/er. Batallón de Materiales de Guerra, el 8/o. Batallón de Ingenieros de Combate, el 7/o. Grupo de Morteros y el 3/er. Btn. Svs. Espls. Pol. Mil.”
La reubicación incluye obras complementarias para las vialidades, estacionamientos y andadores, además de las redes hidráulica, eléctrica, de voz y datos.

## Base aérea militar

### Plataforma de torre de control
Estas instalaciones cuentan con una plataforma militar de 2,165 m de largo por 90 m de ancho. Así como una Torre de Control de Tráfico Aéreo con un fuste de concreto armado, rematado por una cabina de acero estructural con una altura total de 34 m y una visual a 31 m. Cuenta con 9 niveles y azotea para operaciones de la plataforma militar.

### Pista y plataforma militar
La Pista Militar cuenta con clave de referencia 4D, 3.5 km de longitud por 45 m de ancho, conformada por concreto hidráulico de alta especificaciones MR – 48 de 40 cm de grosor. Está diseñada con una pendiente transversal de 1.4 metros y una pendiente longitudinal de 0.06%.

### Base aérea
La base aérea se encuentra inmediatamente al sur del pueblo de San Lucas Xolox, un asentamiento originalmente fundado por los mexicas en las orillas del lago de Xaltocan.
Las instalaciones de este campo de aviación se inauguraron parcialmente en 1952, debido a la necesidad de reubicar el Campo Aéreo Militar de Balbuena. El aeródromo se inauguró el 24 de noviembre de 1952, durante la presidencia de Miguel Alemán Valdés; sin embargo, las aeronaves que aún operaban en Balbuena se trasladaron a Santa Lucía en 1959. Tiene la pista más ancha de México (75 m) y es la segunda pista aérea más cercana al Aeropuerto Internacional de la Ciudad de México después de la del Aeropuerto de Atizapán.
La reubicación de las instalaciones militares de la Base Aérea Militar n.º 1 (Santa Lucía, Méx.), contemplaron la construcción de edificaciones para la Base Aérea. 
Entre los edificios se encuentran las instalaciones de la Región Aérea del Centro, con sus organismos del Ala de Reconocimiento y Transporte, el Cuartel General del Ala de Reconocimiento y Transporte, del 3/er. Grupo Aéreo, los edificios para los Escuadrones Aéreos 301, 302 y 502. Además de la Torre de Control para el servicio en la Plataforma Militar y un Pabellón para Mandatarios.
Para el correcto funcionamiento y operación del nuevo aeropuerto militar, se construyeron instalaciones complementarias de la Fuerza Aérea Mexicana, entre las que se encuentran el Cuartel General del Ala de Combate, la Comandancia del 1/er. Grupo Aéreo, los edificios para los Escuadrones Aéreos 101, 112, 113, 303, y 401, además del Centro de Adiestramiento Especializado de la Fuera Aérea Mexicana e instalaciones deportivas.

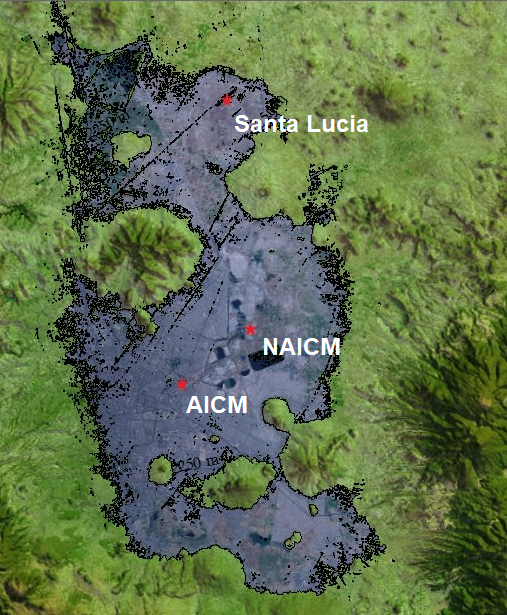
Aeropuertos construidos en terrenos que pertenecieron al "ex lago de Texcoco" (AICM y NAICM, en el ex lago de Texcoco y AIFA, en el lago de Xaltocan).

### Escuadrones
En la BAM n.º 1, operan de forma permanente los siguientes escuadrones:
- Escuadrón Aéreo 401, que opera aeronaves caza birreactor supersónico F-5E/F diseñado para misiones de ataque y defensa aérea. Tiene una velocidad máxima de Mach 1.63 y un alcance máximo de 2,483 km.
- Escuadrón Aéreo 101, que opera aeronaves EC725 Cougar.
- Escuadrón Aéreo 112, que opera aeronaves MD-530F.
- Escuadrón Aéreo 104, que opera aeronaves Bell 412.
- Escuadrón Aéreo 301, que opera aeronaves C-295.
- Escuadrón Aéreo 302, que opera aeronaves C-130 y C-27J.
- Escuadrón Aéreo 303, que opera aeronaves Mi-17.
- Escuadrón Aéreo 502, que opera aeronaves Boeing 737-200 y Boeing 737-800.
- Escuadrón de Vigilancia Aérea, que opera aeronaves Embraer 145.
- Escuadrón Aéreo Fototécnico, que opera aeronaves C-90.

## Accidentes e incidentes
- El 24 de septiembre de 1952, una aeronave Douglas C-47A-30-DK (DC-3), con matrícula XA-GUJ, que operaba el vuelo 575 de Mexicana de Aviación entre el Aeropuerto de Ciudad de México y el Aeropuerto de Oaxaca, sufrió una explosión detrás de la cabina de pilotos pasados 45 minutos del despegue, dicha explosión dañó los instrumentos de navegación de la aeronave y el motor izquierdo por lo que los pilotos trataron de guiarse visualmente. El techo nuboso era demasiado bajo por lo que era inseguro descender. Después de media hora y con poco combustible los pilotos decidieron descender bajo el nivel de las nubes para hacer un aterrizaje de emergencia, y mientras trataban de divisar un lugar seguro para aterrizar se encontraron con la recién construida (pero no inaugurada) Base Aérea de Santa Lucía, en donde lograron aterrizar con éxito; los 17 pasajeros y 3 miembros de la tripulación sobrevivieron. La explosión fue causada por una bomba.[11][12]

- El 26 de marzo de 1980, la aeronave Lockheed T-33A Shooting Star de la Fuerza Aérea Mexicana, con matrícula JE-005, sufrió un fallo de motor momentos después de despegar de la Base Aérea de Santa Lucía, por lo que intentó volver a la base para aterrizar de emergencia. Sin embargo, se estrelló en el Cerro El Picacho, a 3 km de San Pedro Xalostoc, y fallecieron los dos pilotos.[13]

- El 17 de septiembre de 1999, se estrelló cerca de Ciudad Sahagún, Hidalgo, la aeronave Lockheed C-130A Hercules, con matrícula 3610, como consecuencia de lo cual fallecieron los cinco militares que se encontraban a bordo durante un vuelo de prueba de mantenimiento. El accidente ocurrió mientras la aeronave volaba entre las nubes a 2865 m, y se estrelló con una montaña.[14]

- El 27 de enero de 2000, una aeronave Mil Mi-8MTV-1 de la Fuerza Aérea Mexicana se estrelló en el municipio de Temascalapa durante un vuelo de entrenamiento, y resultaron heridos sus tres ocupantes.[15]

- El 17 de julio de 2002, una aeronave McDonnell Douglas MD-83, de Aeroméxico, que realizaba un vuelo entre el Aeropuerto Internacional de la Ciudad de México y el Aeropuerto de Monterrey, tuvo que aterrizar de emergencia en la Base Aérea de Santa Lucía poco tiempo después de despegar, debido a fallo de motor. Ningún ocupante resultó herido y la aeronave se reparó al día siguiente, en las instalaciones del Escuadrón Aéreo 302.[9][16]

- El 19 de septiembre de 2003, se estrelló cerca de Fresnillo, Zacatecas, la aeronave Lockheed C-130A Hércules, con matrícula 3603, y fallecieron los seis tripulantes a bordo. La aeronave procedía de Mexicali y se dirigía rumbo a la Base Aérea de Santa Lucía. El accidente ocurrió debido a una explosión provocada por una fuga de combustible.[17]

- El 25 de enero de 2005, dos aeronaves Mil Mi-17-1V, con matrículas 1711 y 1721, respectivamente, de la Fuerza Aérea Mexicana, colisionaron en el aire mientras realizaban maniobras de desplome, lo que provocó que ambas aeronaves se precipitaran a tierra, que murieran cinco personas y quedaran heridas otras cuatro.[18][19][20]

- El 24 de noviembre de 2010, se estrelló, al intentar despegar del Aeropuerto Internacional General Mariano Escobedo de Monterrey, una aeronave Antonov 32B, con matrícula 3101, y fallecieron los cinco tripulantes a bordo. La aeronave tenía como destino la Base Aérea de Santa Lucía.[21][22]

- El 12 de febrero de 2013, una aeronave Pilatus PC-6/B2-H4 Turbo Porter, de la Fuerza Aérea Mexicana, con matrícula 3303, se estrelló mientras realizaba un vuelo local de entrenamiento en la base aérea de Santa Lucía, y fallecieron los dos tripulantes.[23]

- El 25 de abril de 2015, durante la clausura de la Feria Aeroespacial México 2015, llevada a cabo el 25 de abril de 2015 en la BAM n.º 1, un Beechcraft T-6C+ Texan II, del Equipo Acrobático de la EMAATFA, con matrícula 6602, se estrelló en la zona de aterrizaje de los helicópteros después de ser golpeado en el motor por otro Beechcraft T-6C+ Texan II, también del Equipo Acrobático de la EMAATFA y con matrícula 6603, tras romper la maniobra espejo. El Texan matrícula 6602 perdió el control y se estrelló, al tener sus palas destruidas; los pilotos de esta aeronave lograron eyectarse a tiempo y salir con vida, y las únicas partes del fuselaje que sobrevivieron fueron la cola y la cabina. El Texan matrícula 6603 (dañado de la cola por la colisión) pudo mantener el control y volvió al suelo sin problemas.[24][25]

- El 27 de octubre de 2016, una aeronave Airbus A300B4-203(F), con matrícula XA-MRC, que operaba el Vuelo 300 de AeroUnión (6R300), procedente del Aeropuerto Internacional de la Ciudad de México con destino al Aeropuerto de Guadalajara, tuvo que aterrizar de emergencia en la Base Aérea de Santa Lucía, debido a un incendio en la turbina. Al aterrizar, acudieron en ayuda de los 10 miembros de la tripulación diversos cuerpos de rescate. No hubo lesionados.[26][27]

- El 6 de abril de 2017, se desplomó, cerca de Huehuetoca, estado de México, la aeronave MD-530F, de la FAM, con matrícula 10137, procedente de Santa Lucía. No hubo lesionados y se desconocen las causas del incidente.[28][29]

- El 16 de agosto de 2017, dos aeronaves Beechcraft T-6+ Texan II, con matrículas 2013 y 2017, ambas de la Fuerza Aérea Mexicana, rozaron sus alas durante una práctica de adiestramiento en la Base Aérea de Santa Lucía, lo que hizo que se perdiera el control de ambas aeronaves y que se precipitaran a tierra. Ambas tripulaciones lograron eyectarse, y sufrieron golpes leves.[30][31]

- El 9 de noviembre de 2017, colapsó el tren de aterrizaje de nariz a una aeronave Northrop F-5F Tiger II, con matrícula 4502, de la Fuerza Aérea Mexicana, mientras realizaba maniobras sobre la pista, pero no hubo lesionados.[32]

- El 10 de junio de 2021 una aeronave MD 530F con matrícula 1133 operado por la Fuerza Aérea Mexicana que realizaba un vuelo local de adiestramiento, tuvo que realizar un aterrizaje forzoso en el Municipio de Temascalapa, sufriendo daños irreparables. Los 2 tripulantes sobrevivieron.[33][34]

## Galería de fotos

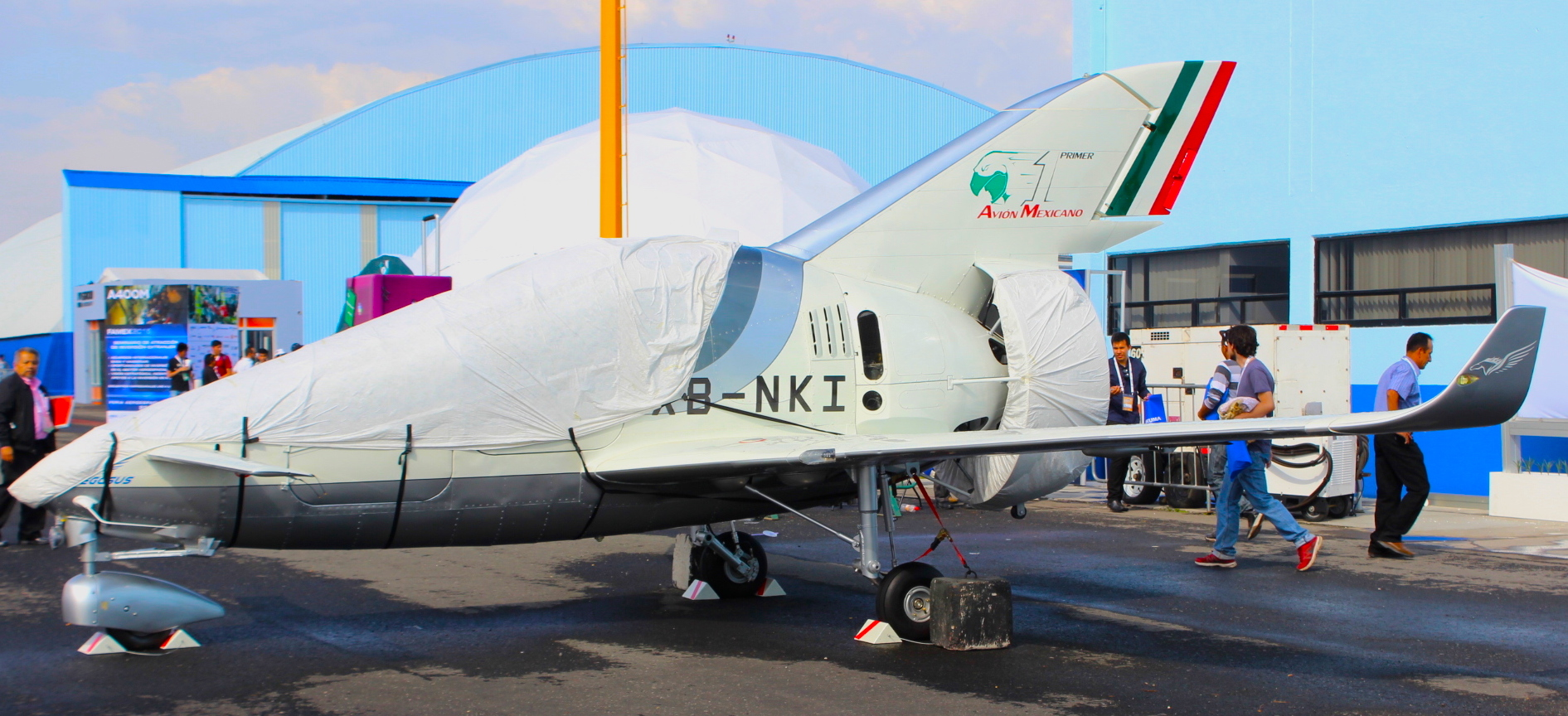
Pegasus PE-210A (XB-NKI) en la Feria Aeroespacial 2015, en la Base Aérea de Santa Lucía.
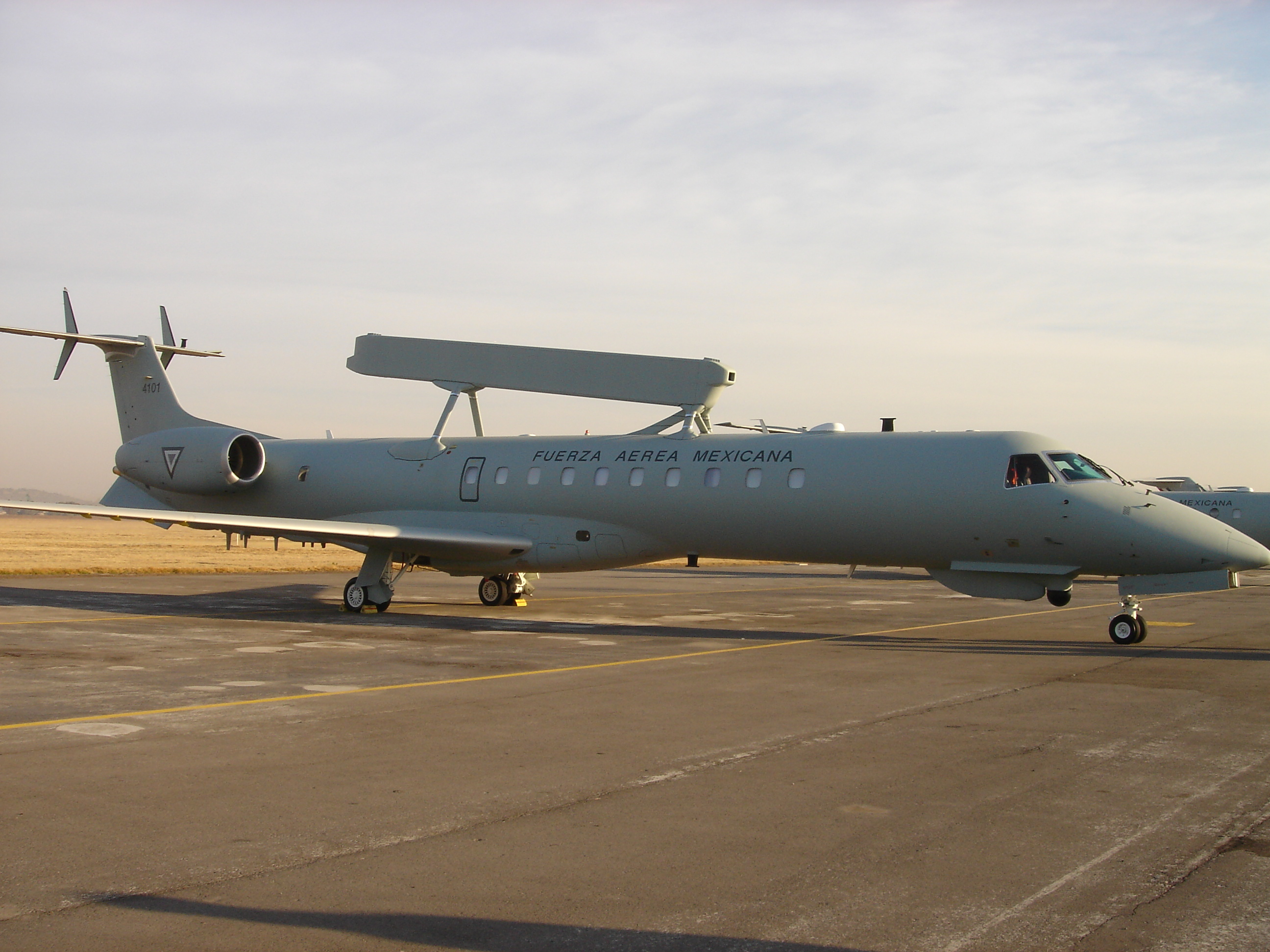
Embraer E-99 en plataforma.
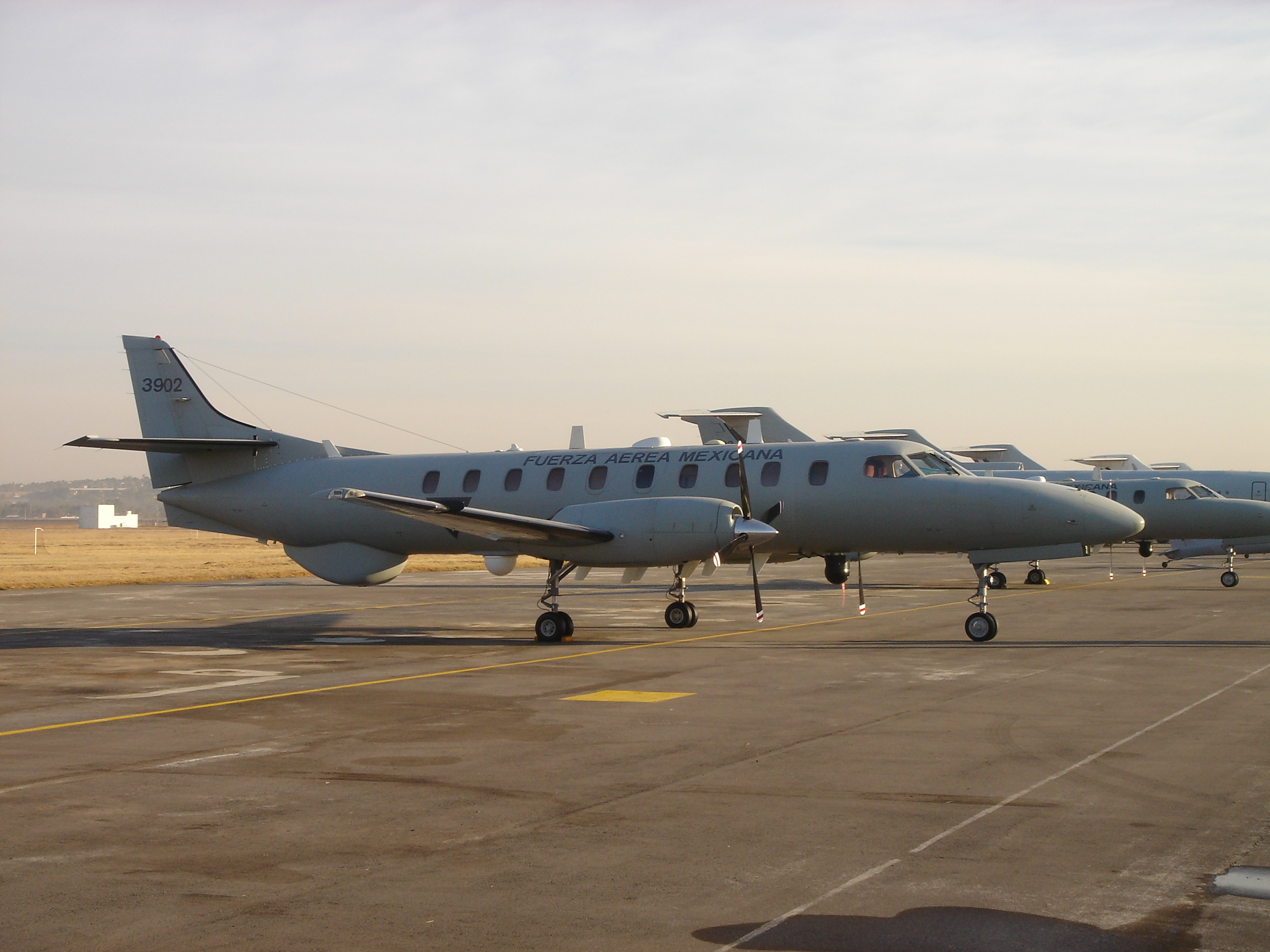
C-26A Metroliner en plataforma.
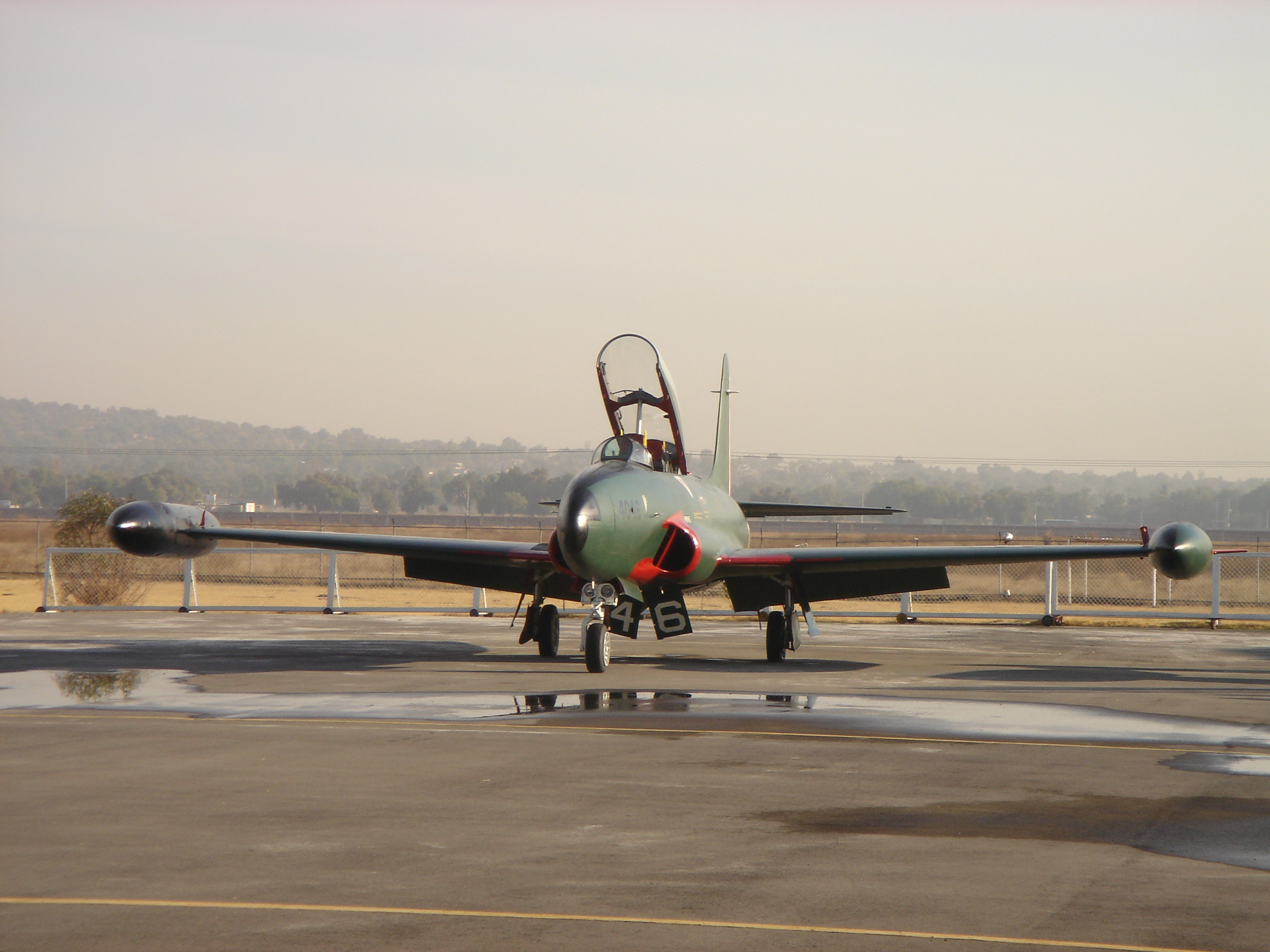
Lockheed T-33 en plataforma.
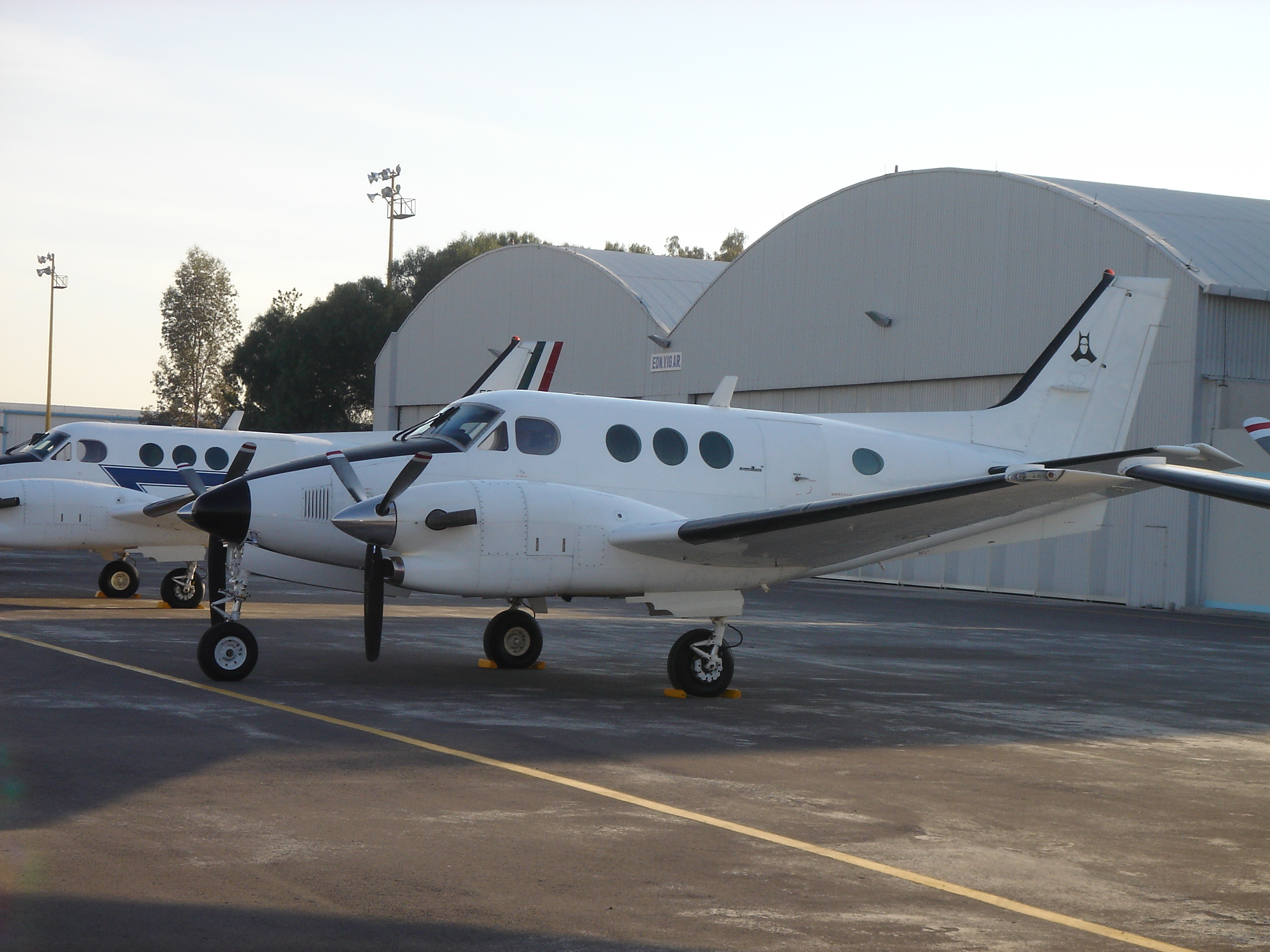
C-90 King Air, usado como avión de observación y reconocimiento, junto a los hangares.
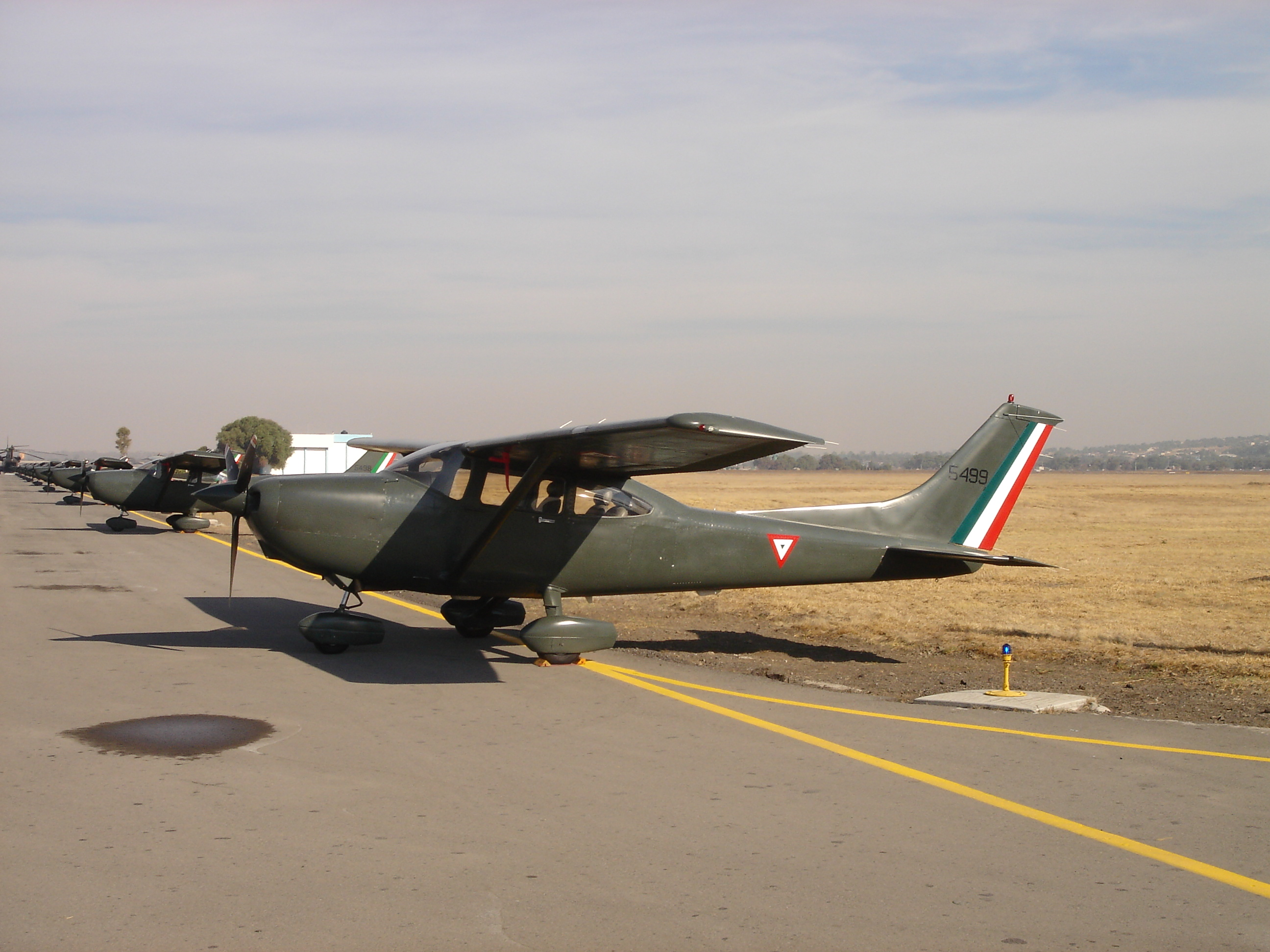
Cessna 182S.
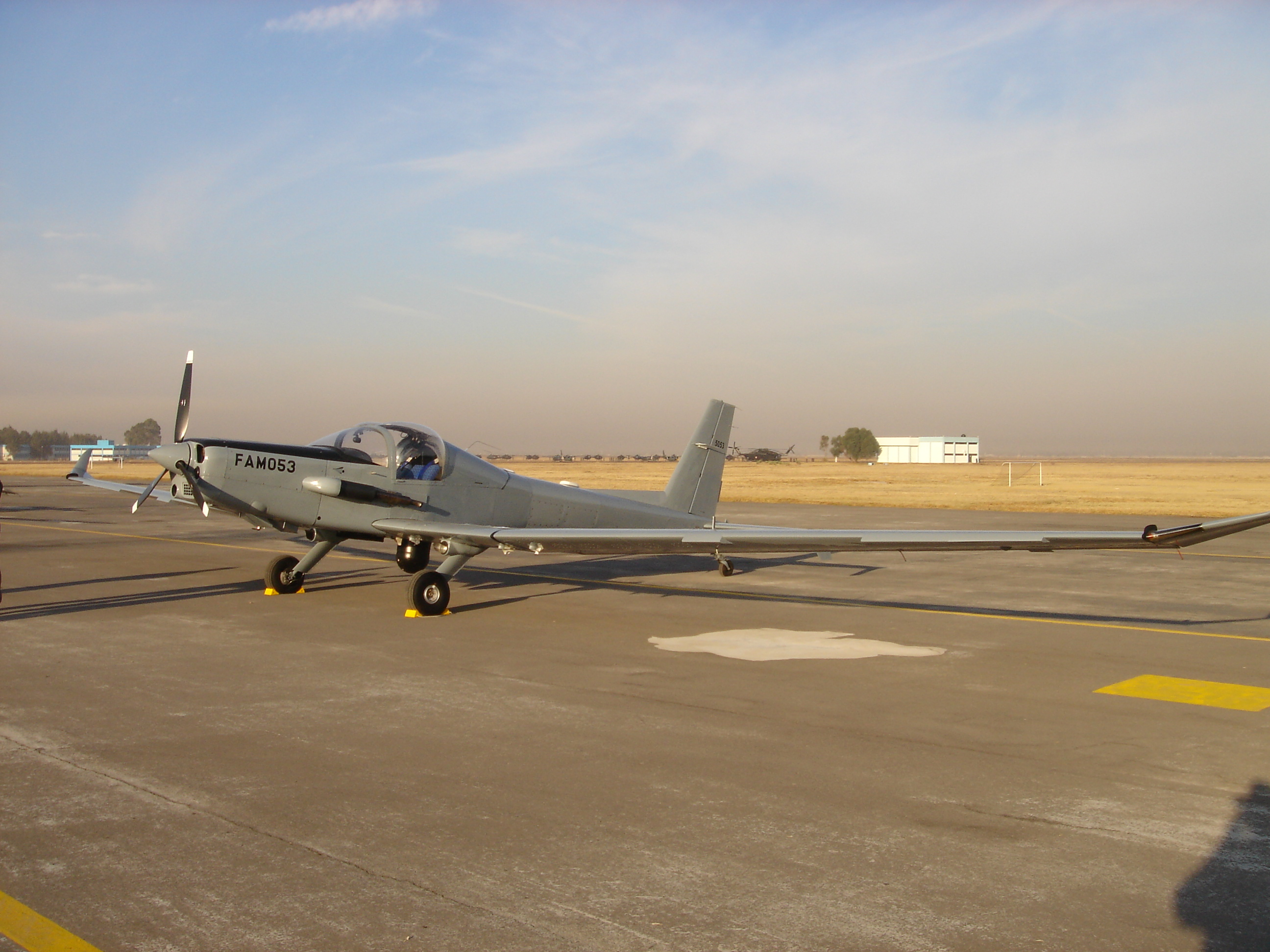
Schweizer SA-2-37B en plataforma.
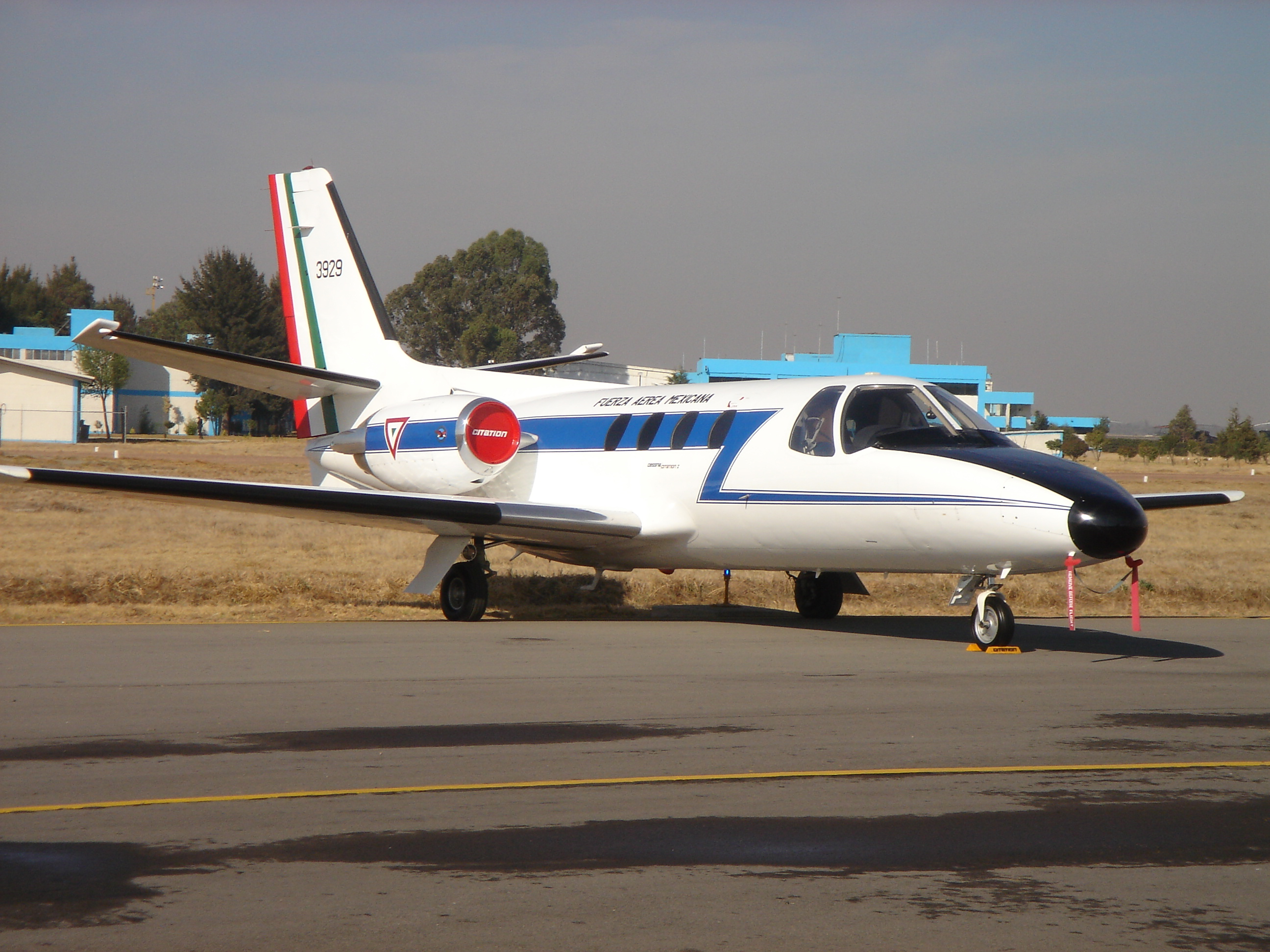
Cessna Citation 500, con protectores de turbina.
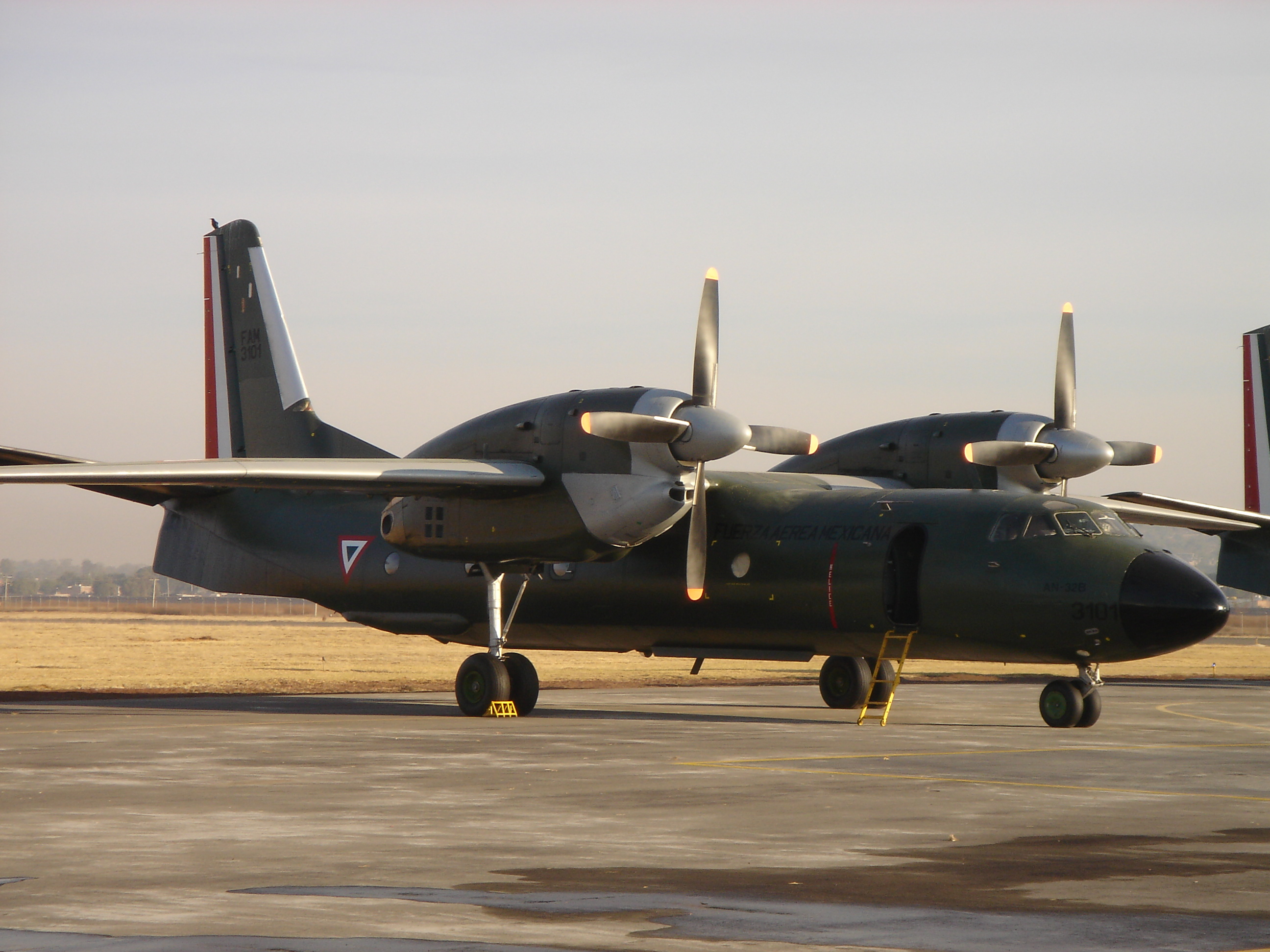
AN-32B en plataforma, el mismo que se accidentó el 24 de noviembre de 2010.
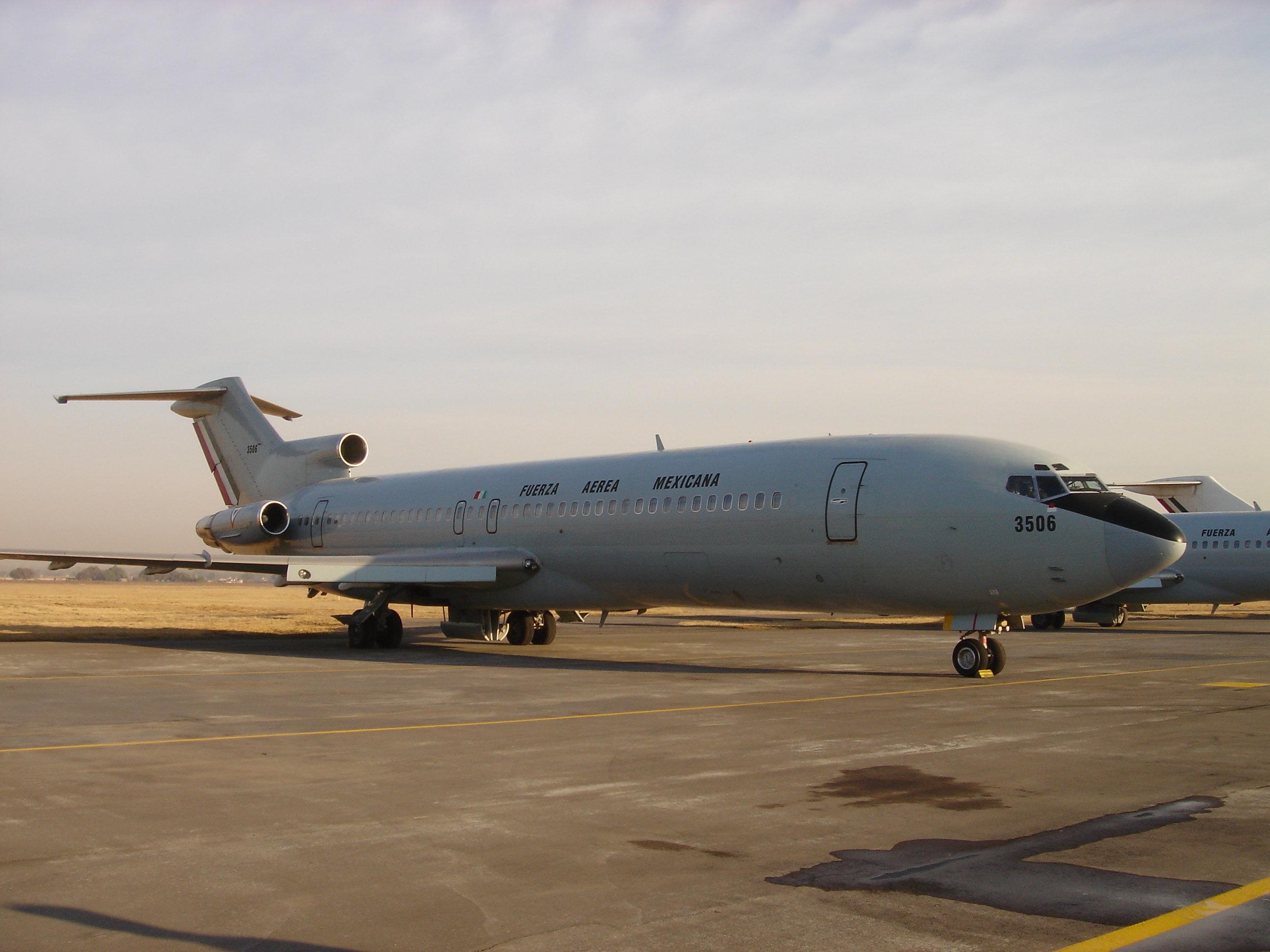
B-727-200, usado como avión de carga.
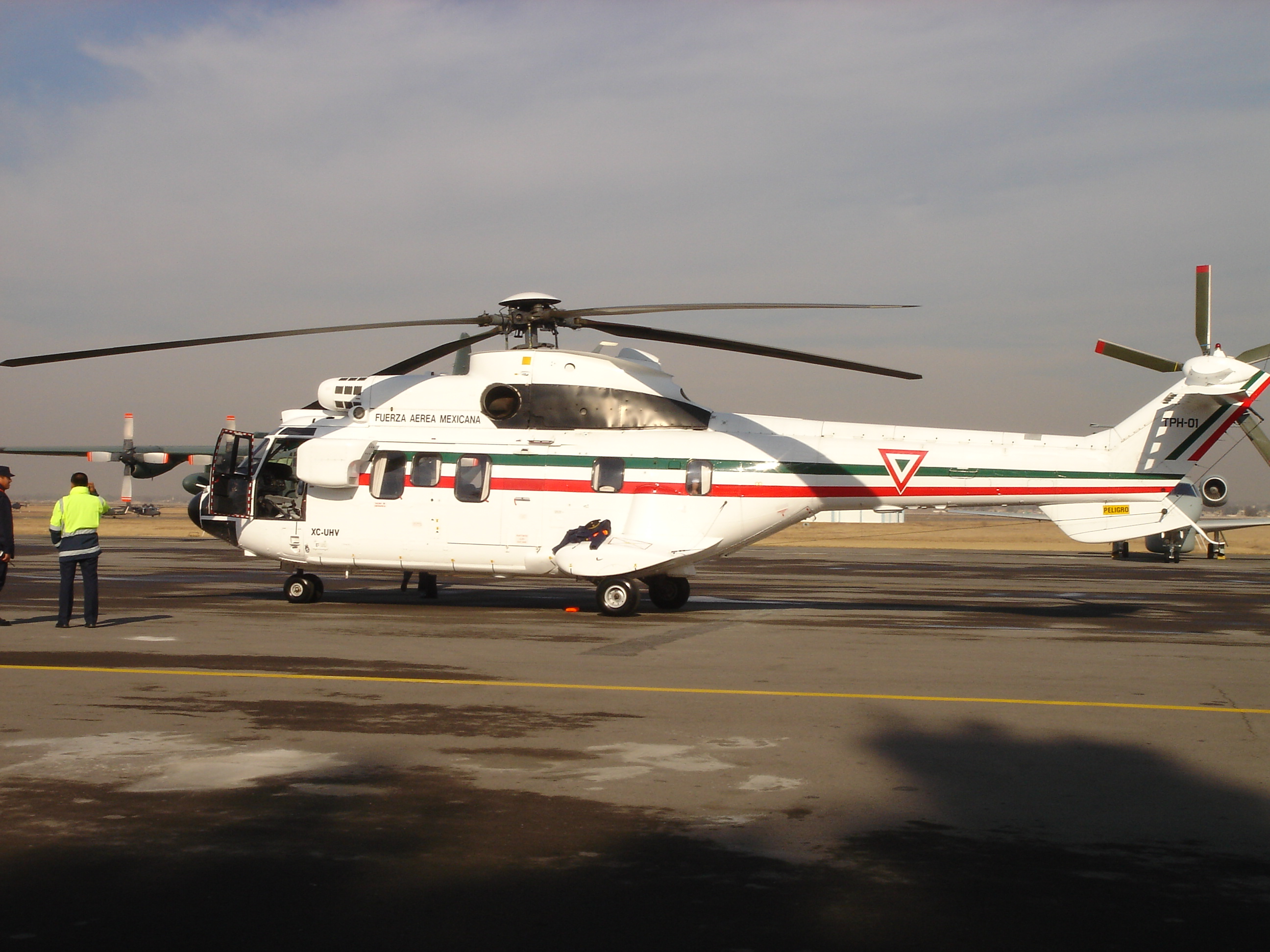
Super Puma, usado por la Coordinación General de Transportes Aéreos Presidenciales (CGTAP) como transporte presidencial.
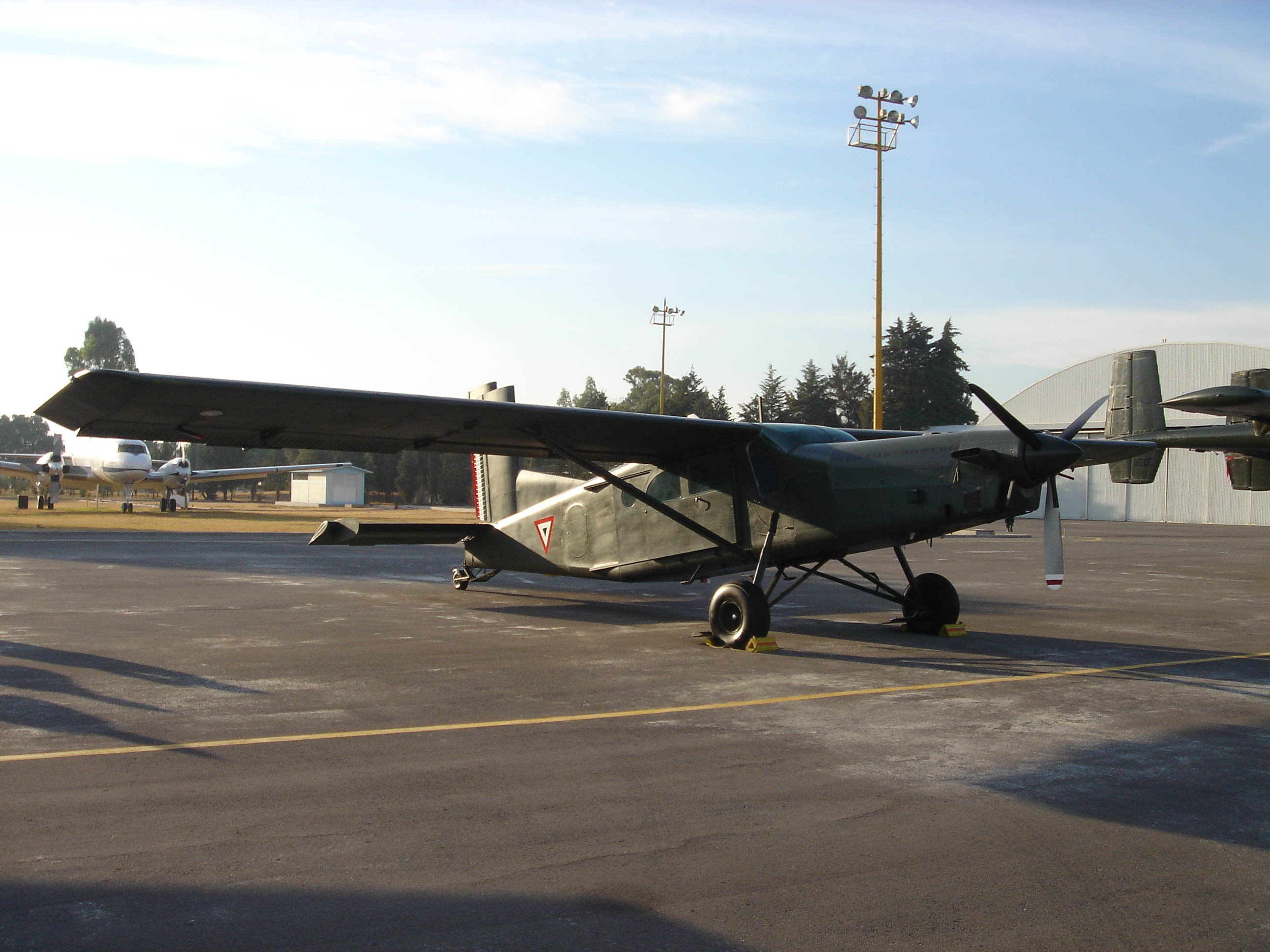
Pilatus PC-6 Porter.
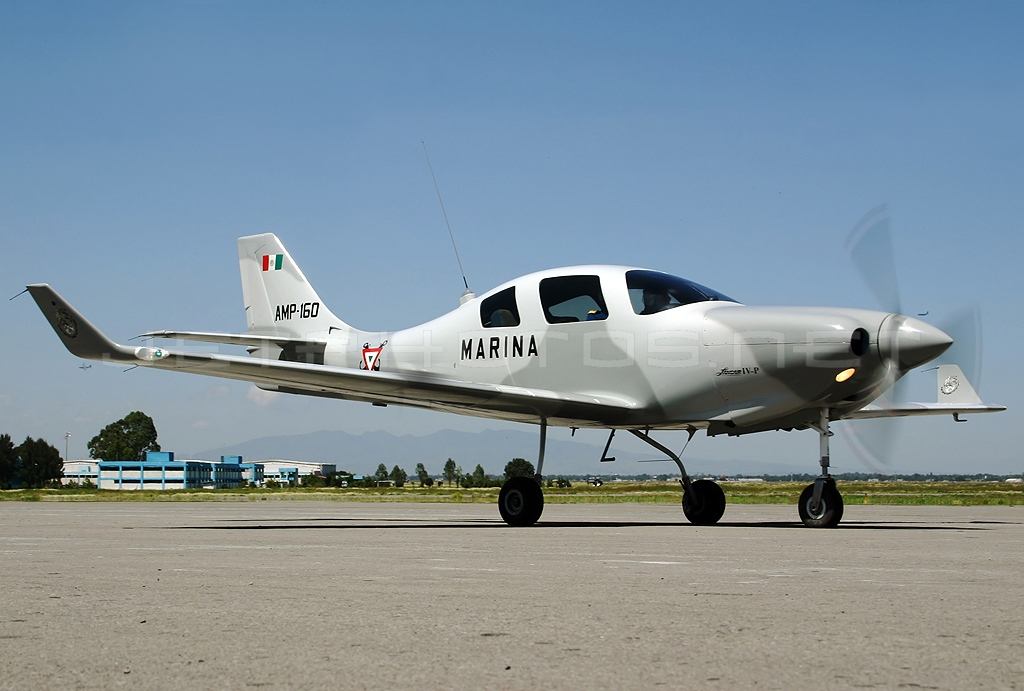
Lancair IV-P, de la Fuerza Aeronaval de la Armada de México.
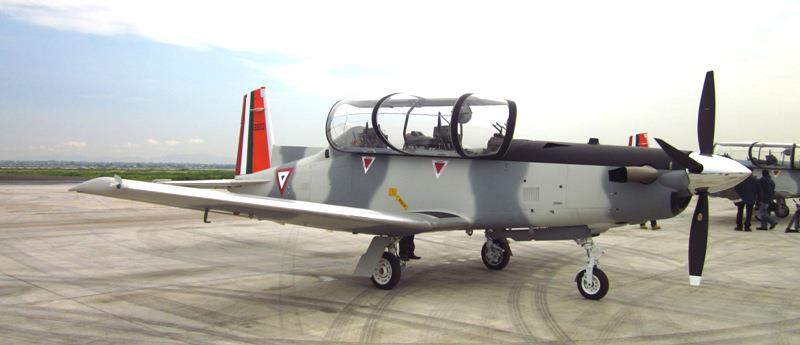
Beechcraft T-6 Texan II, en exhibición.
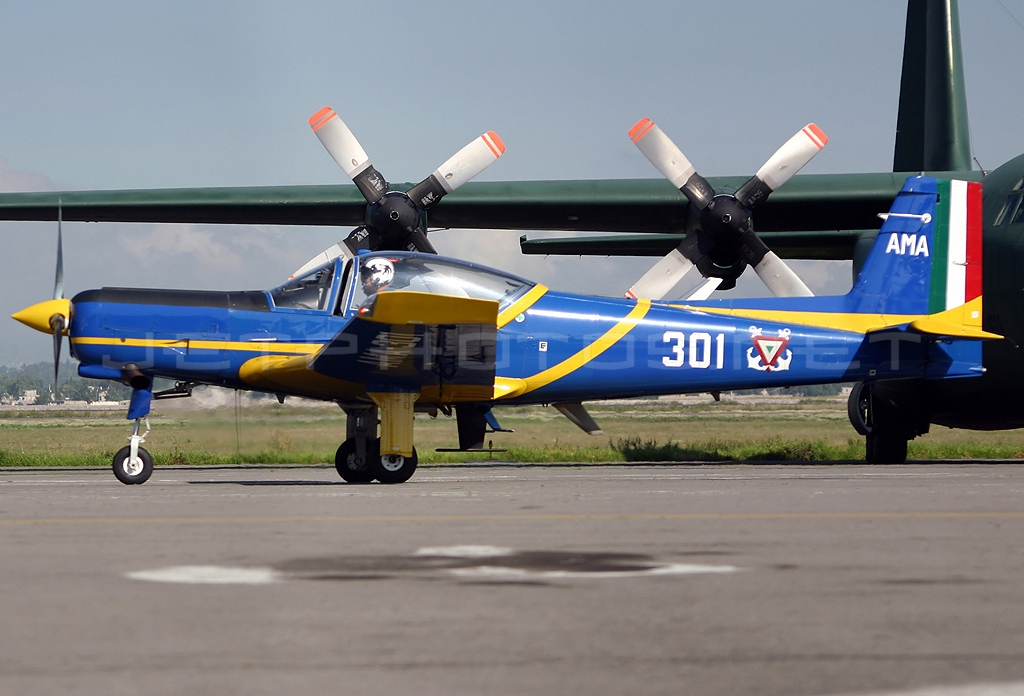
Valmet L-90, ya dado de baja por la Fuerza Aeronaval de la Armada de México, daba servicio en el PRIESINTREC.
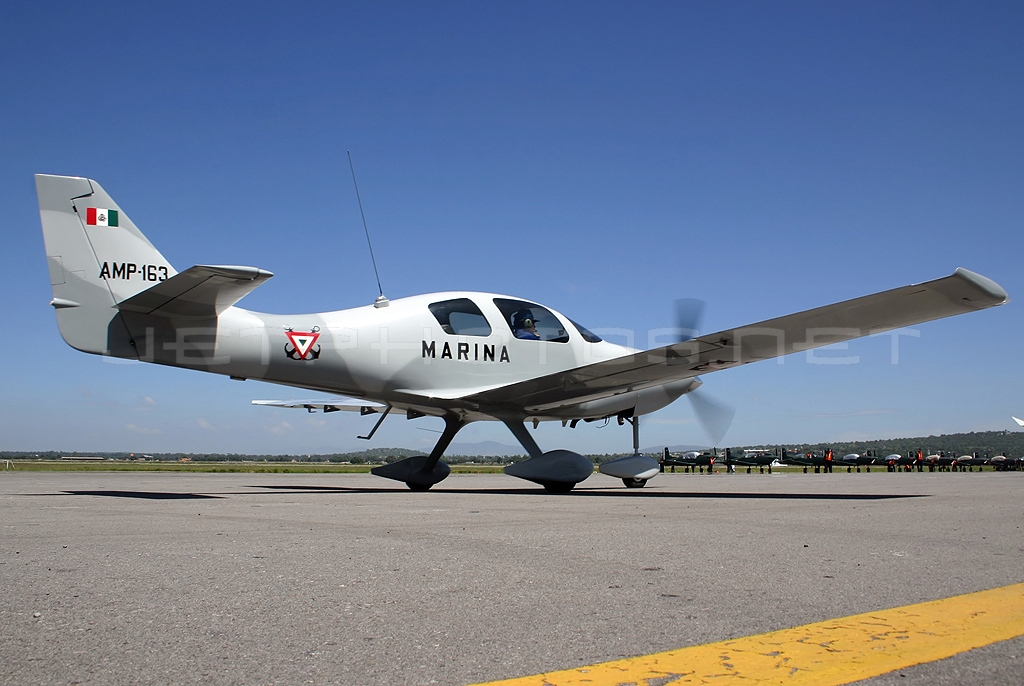
Lancair Super ES, de la Aviación Naval Mexicana (AMP-163), en la Base Aérea de Santa Lucía.
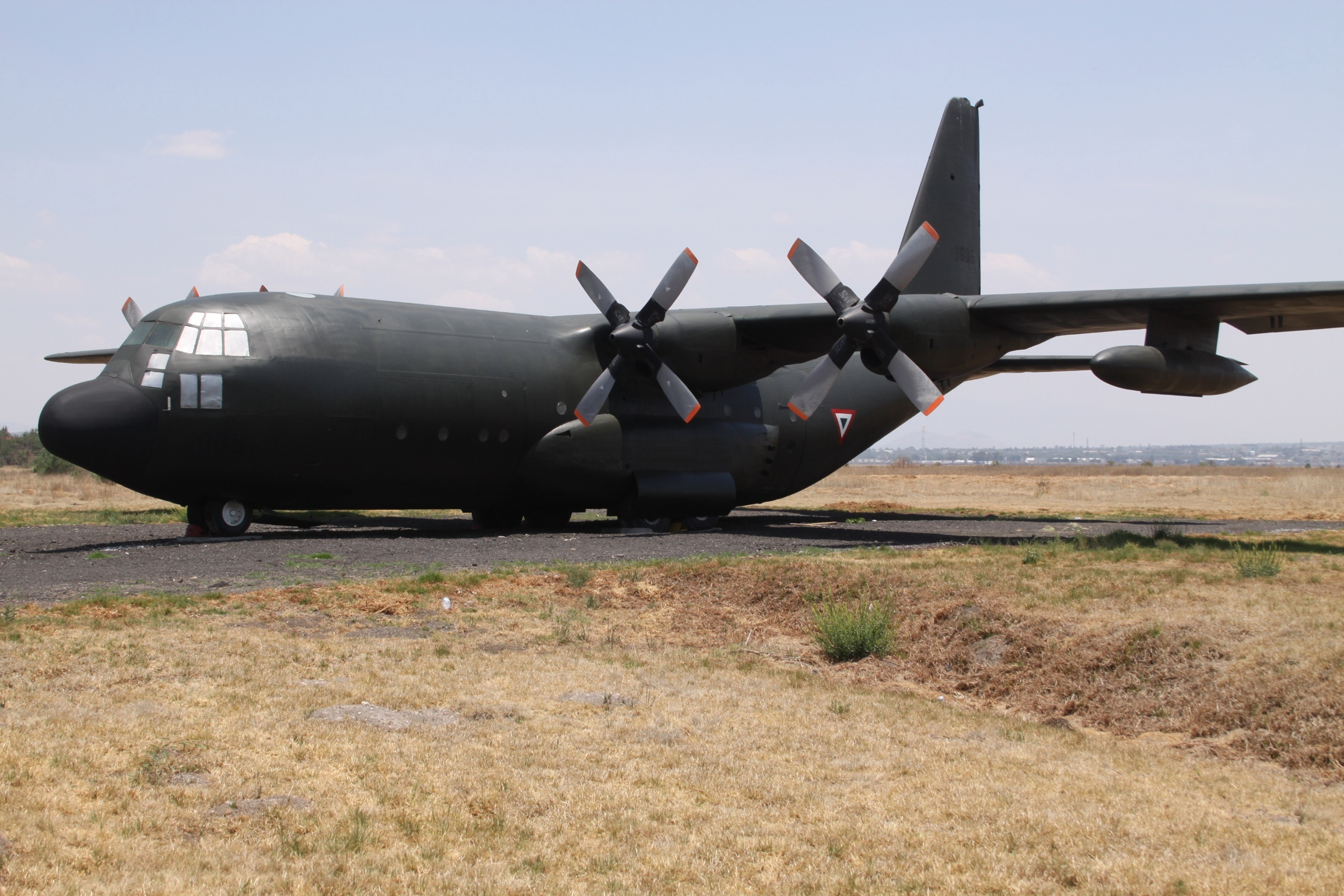
Lockheed C-130 Hércules, matrícula 3606.
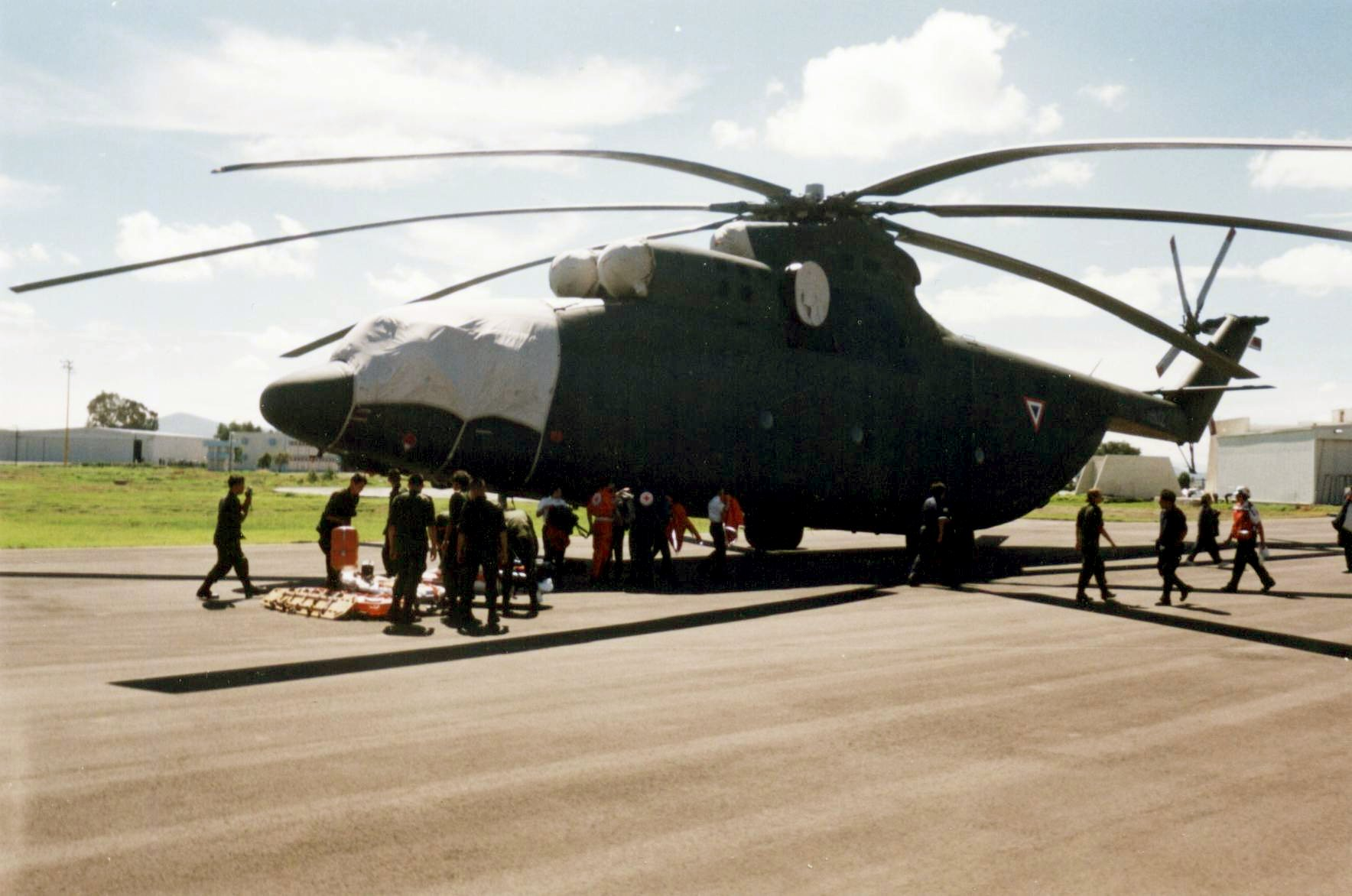
Mil Mi-26, ya dado de baja.
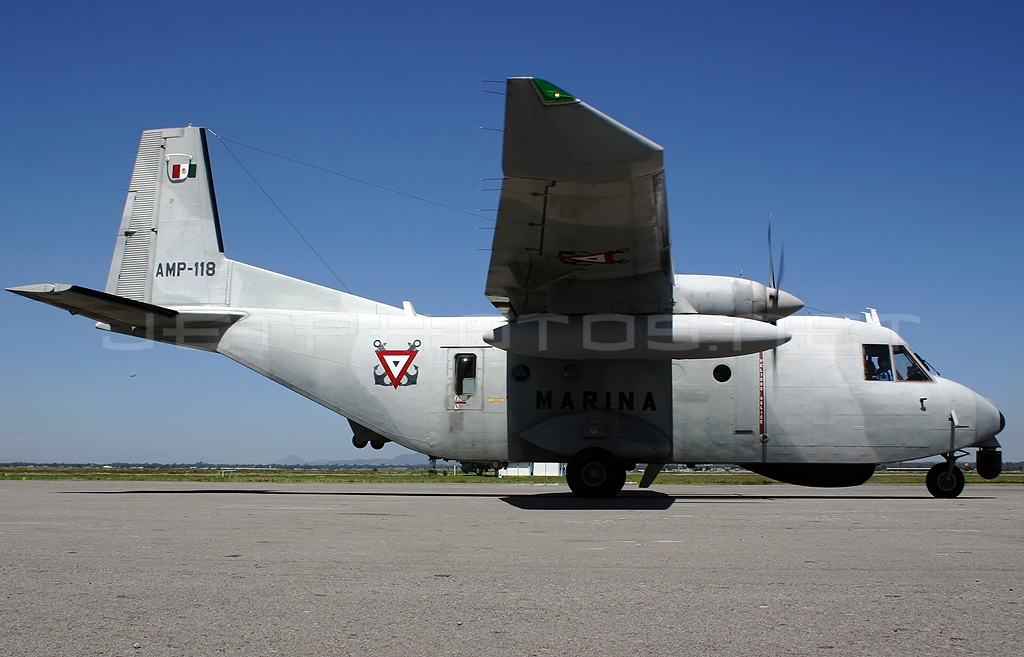
CASA C-212 Aviocar, de la Fuerza Aeronaval de la Armada de México.
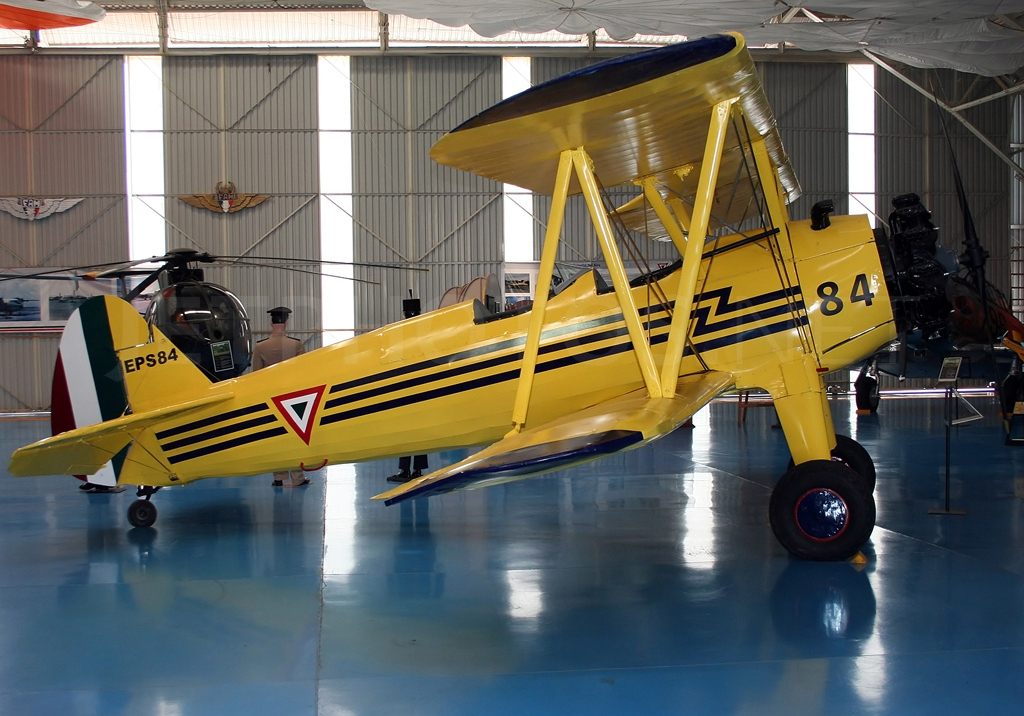
Boeing PT-17, exhibido en el Museo Militar de Aviación.
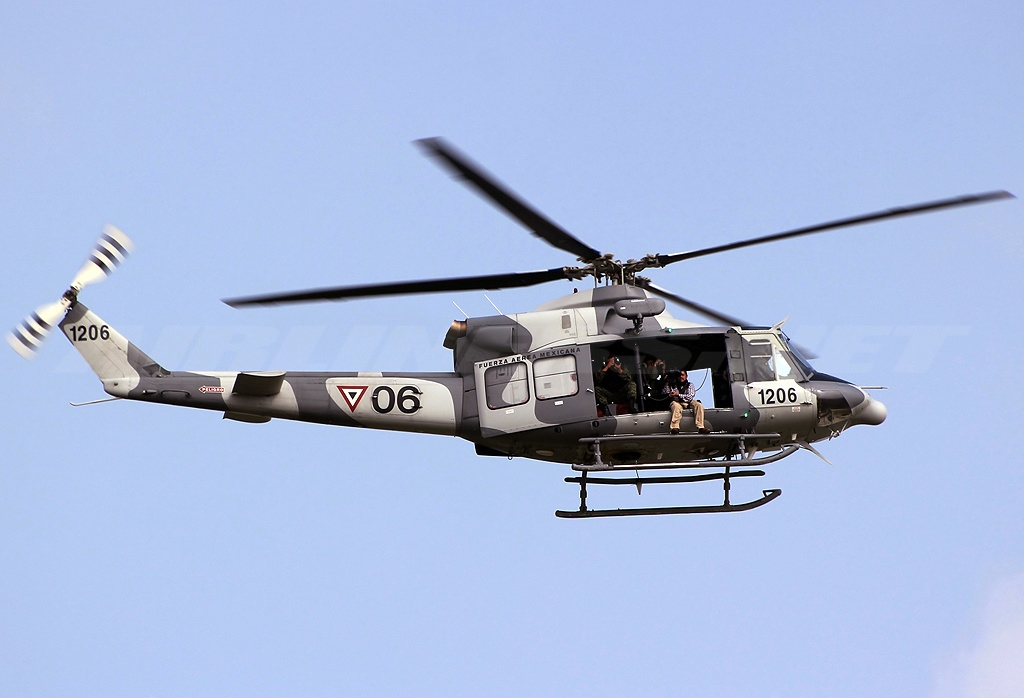
Bell 412EP, sobrevolando Santa Lucía.
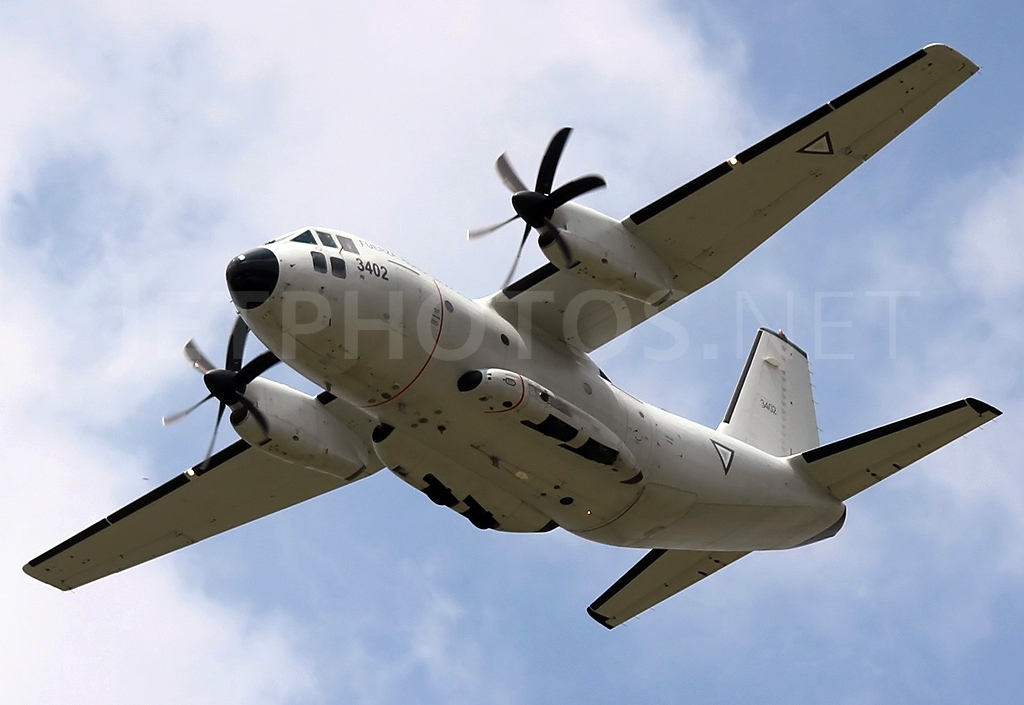
Alenia C-27J Spartan, en vuelo sobre Santa Lucía.
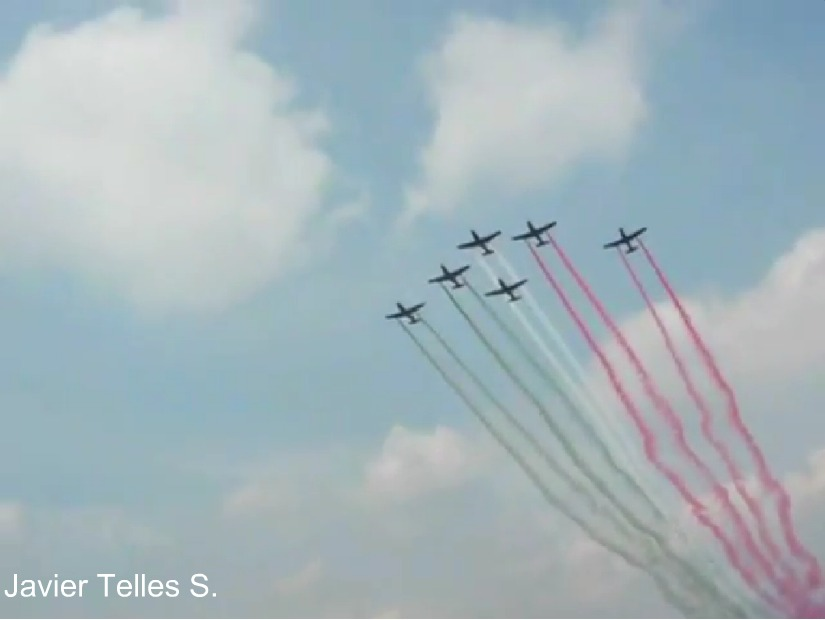
El Equipo Acrobático del Colegio del Aire (conformado por 6 aviones Pilatus PC-7), lanzando humo de colores de la bandera nacional.
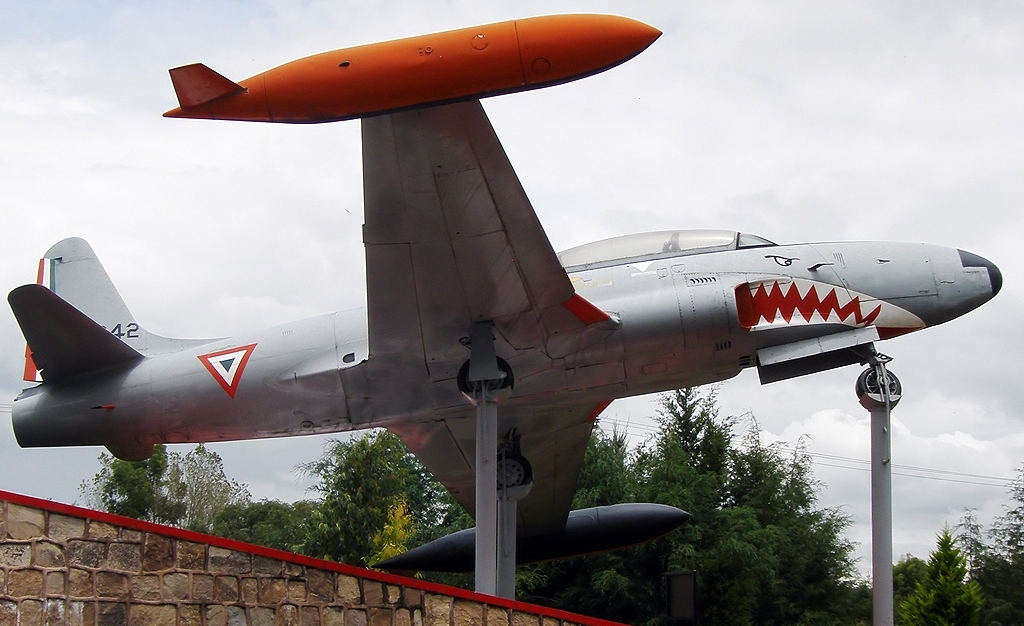
Lockheed T-33A Shooting Star (JE-042), en exhibición estática.
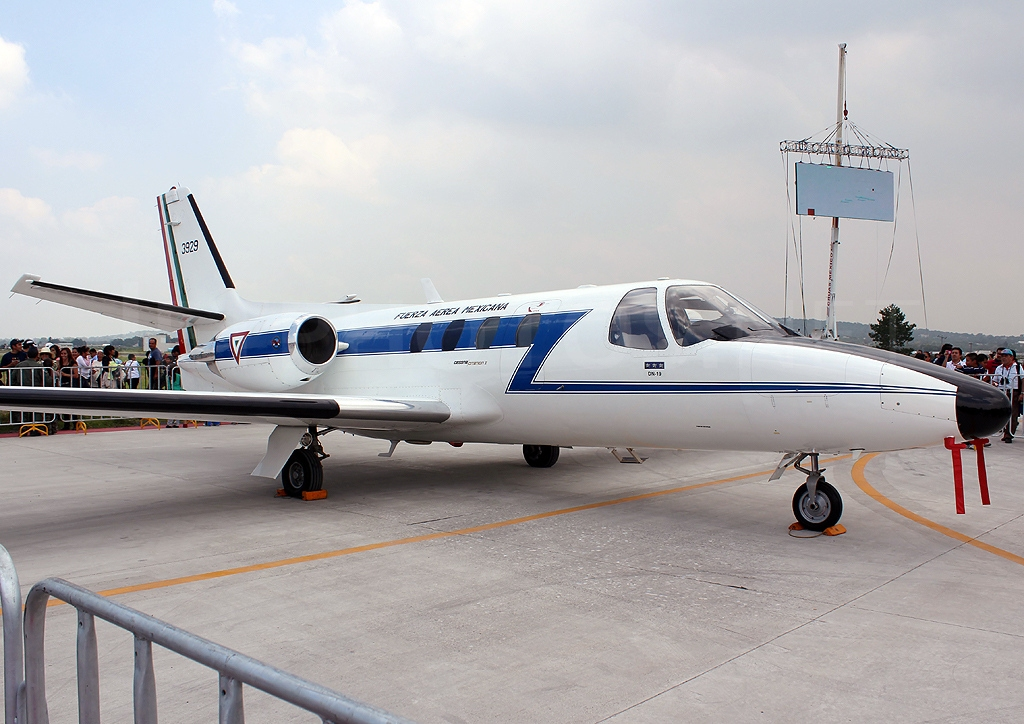
Cessna 550 Citation II (3929), de la Fuerza Aérea Mexicana.
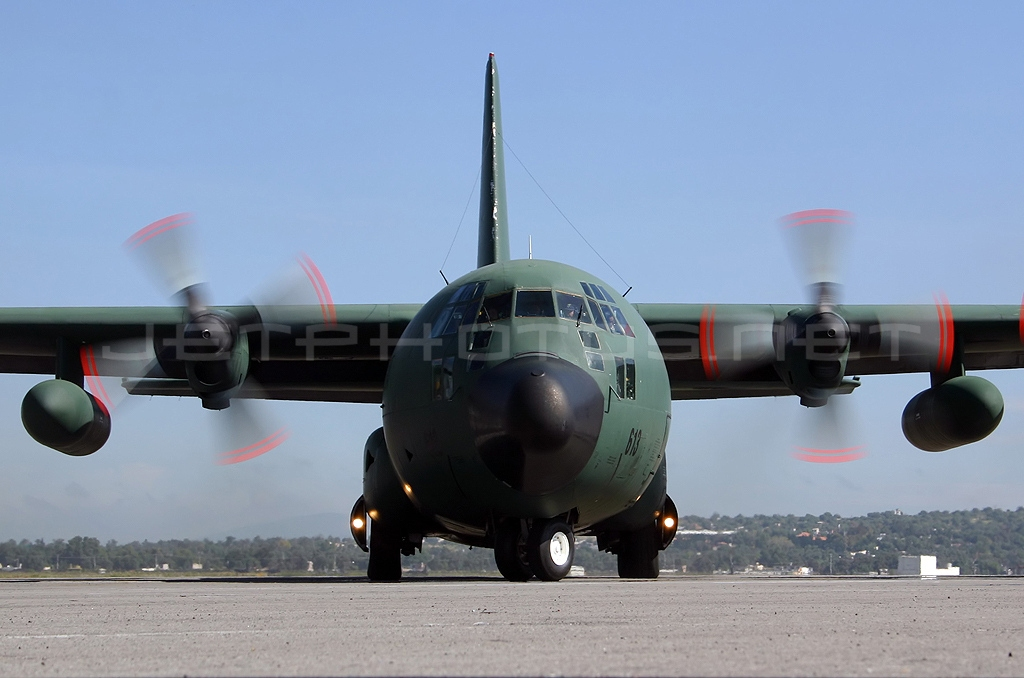
Lockheed C-130E Hercules (3613), del EA-302.
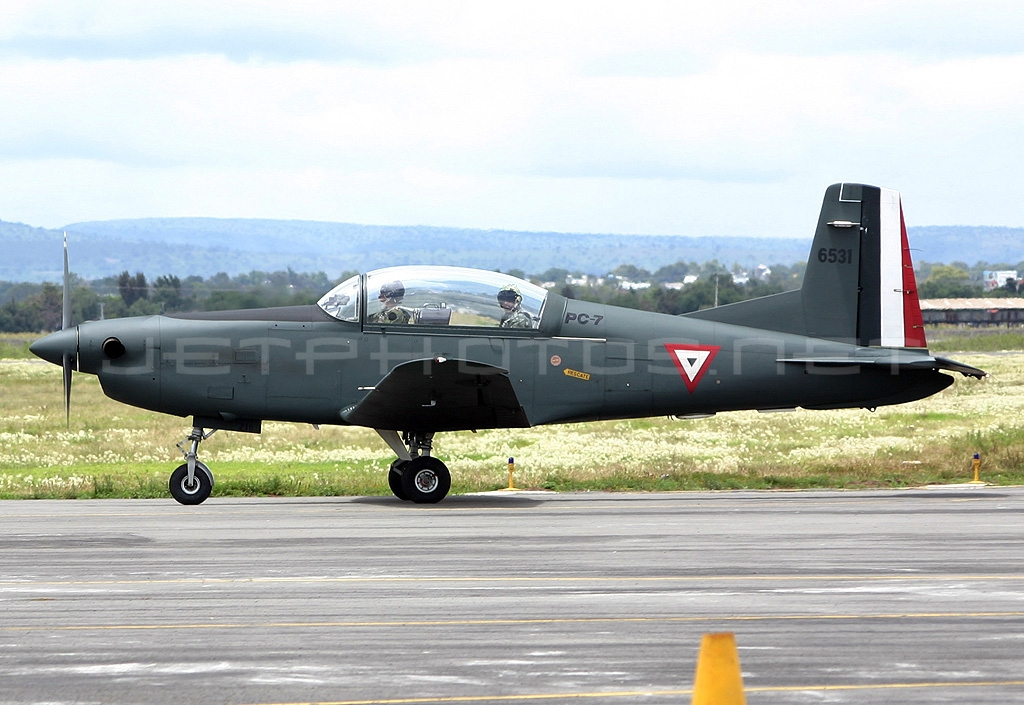
Pilatus PC-7 (6531).
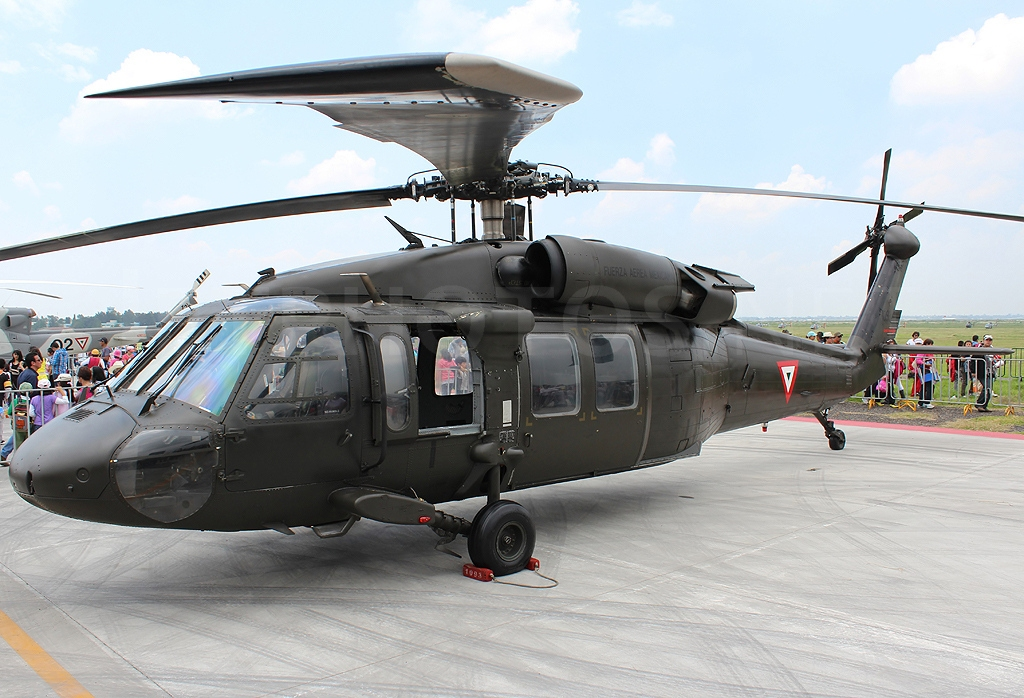
Sikorsky S-70A-28 Black Hawk (1093).
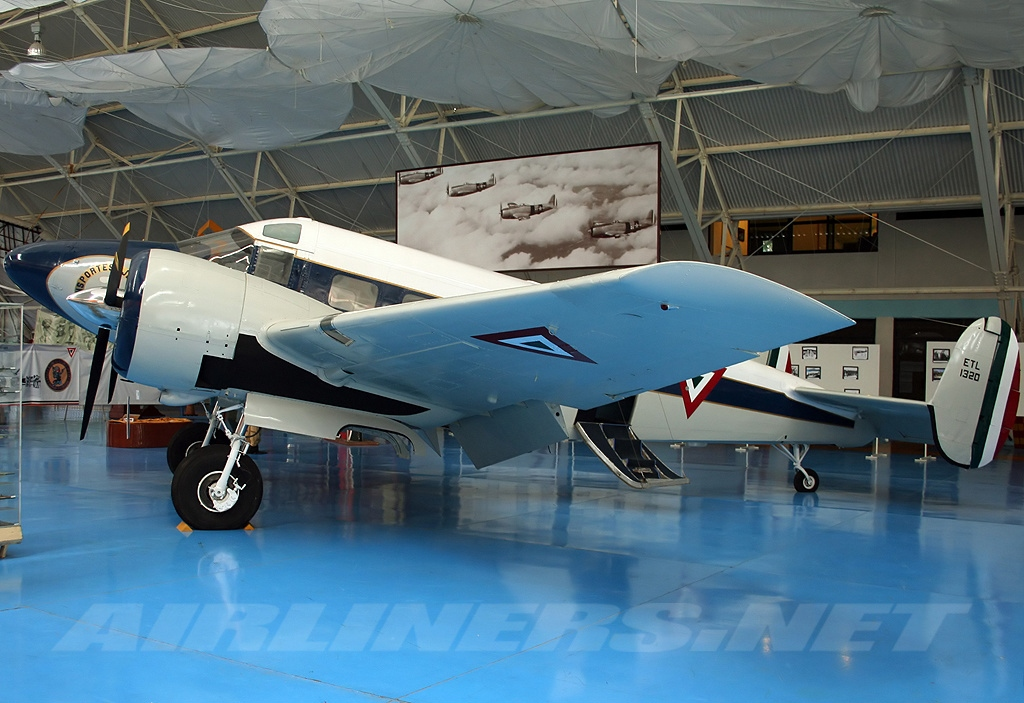
Beechcraft C-45A Expeditor (ETL-1320), exhibido en el Museo Militar de Aviación.
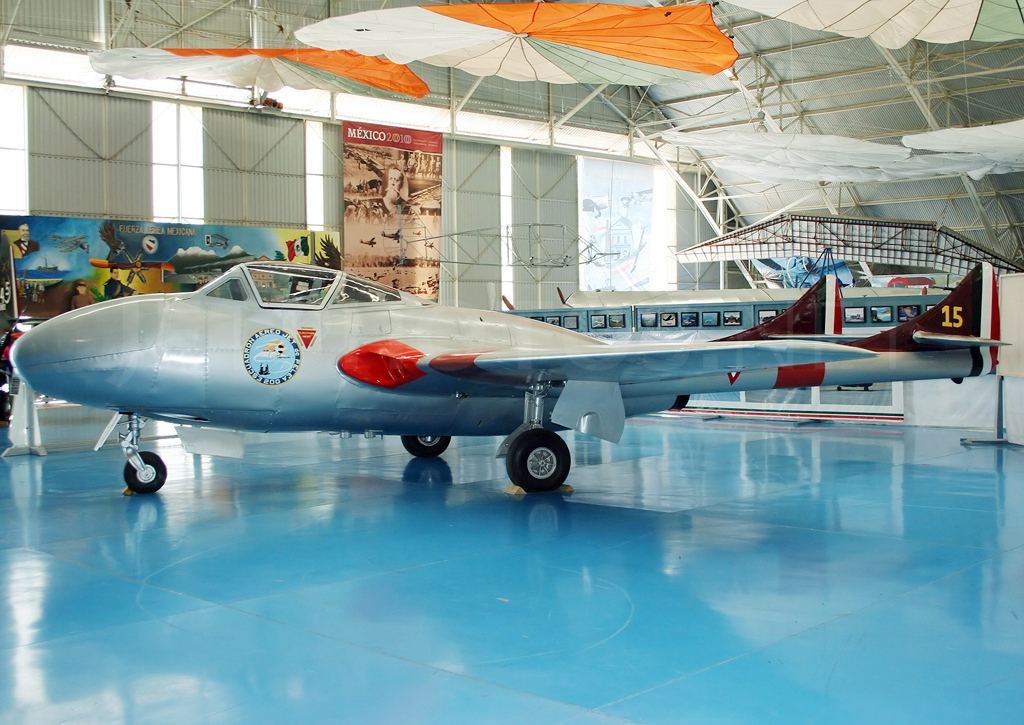
de Havilland DH-115 Vampire Trainer (Mk 11) (FAM-15), exhibido en el Museo Militar de Aviación.
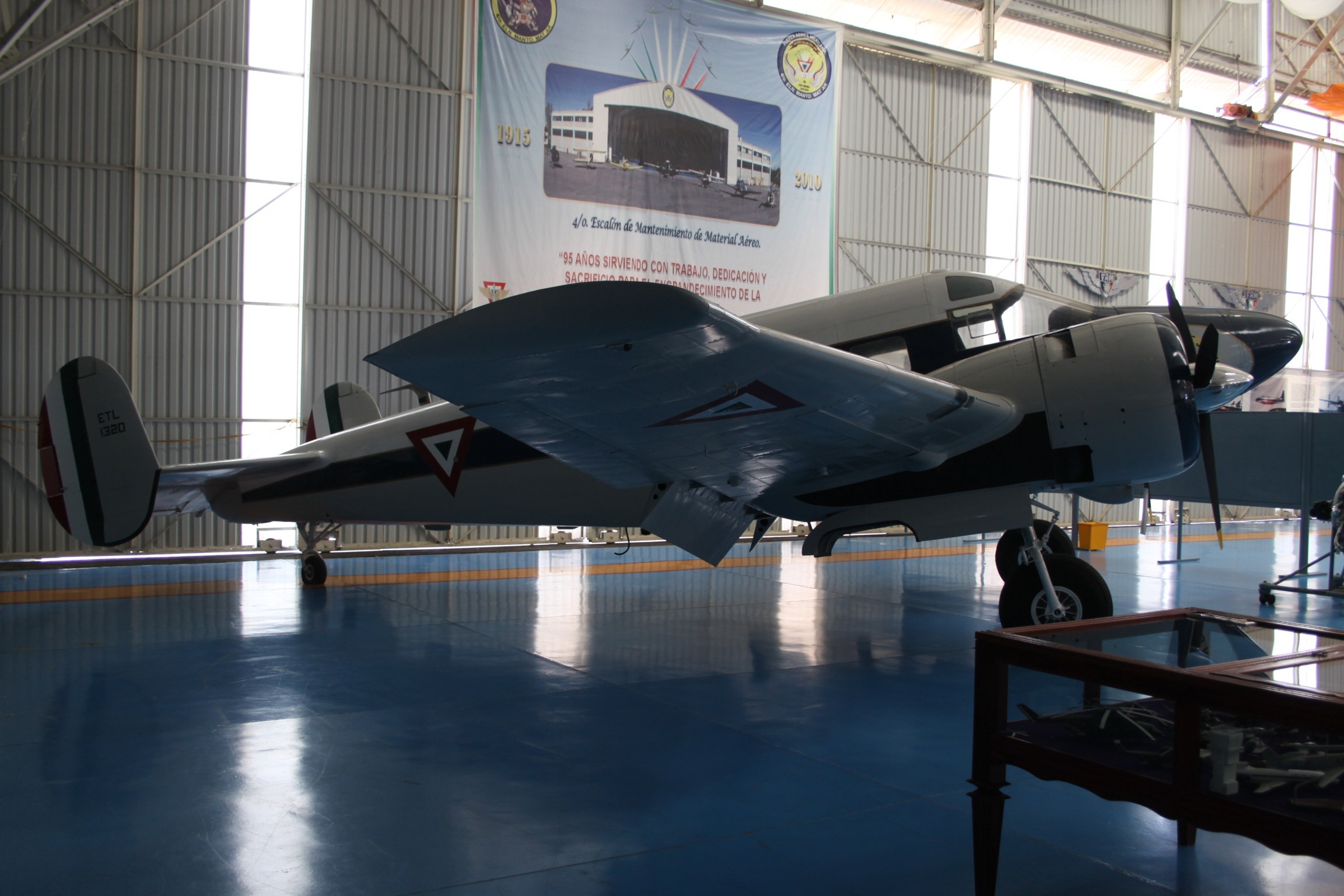
Beechcraft C-45A Expeditor (ETL-1320), exhibido en el Museo Militar de Aviación.
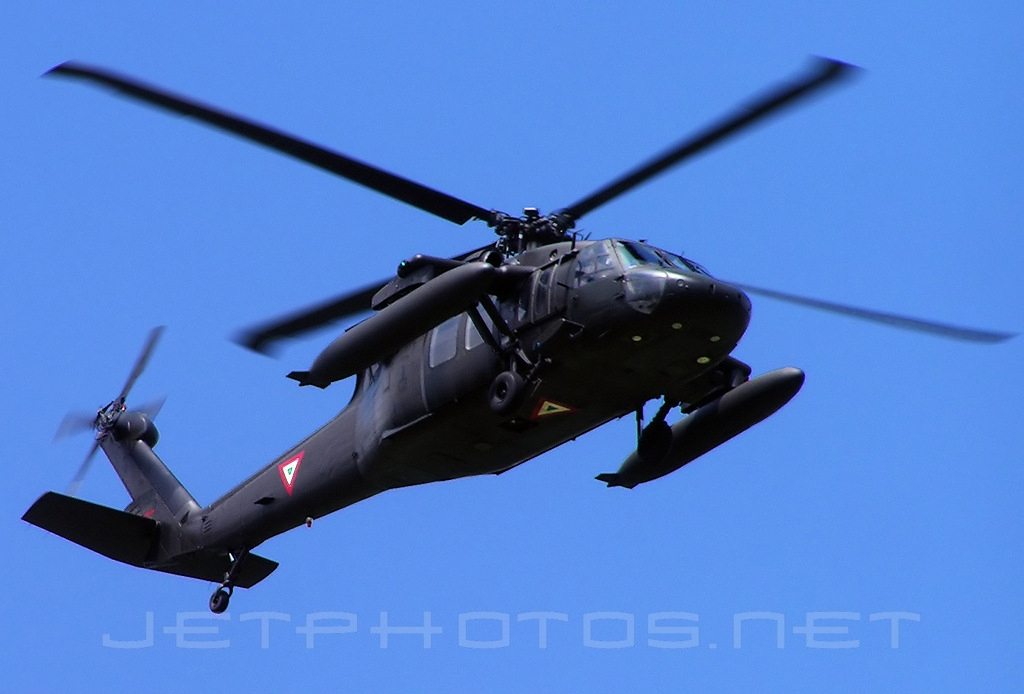
Sikorsky S-70A-28 Black Hawk (1404), sobrevolando Santa Lucía.
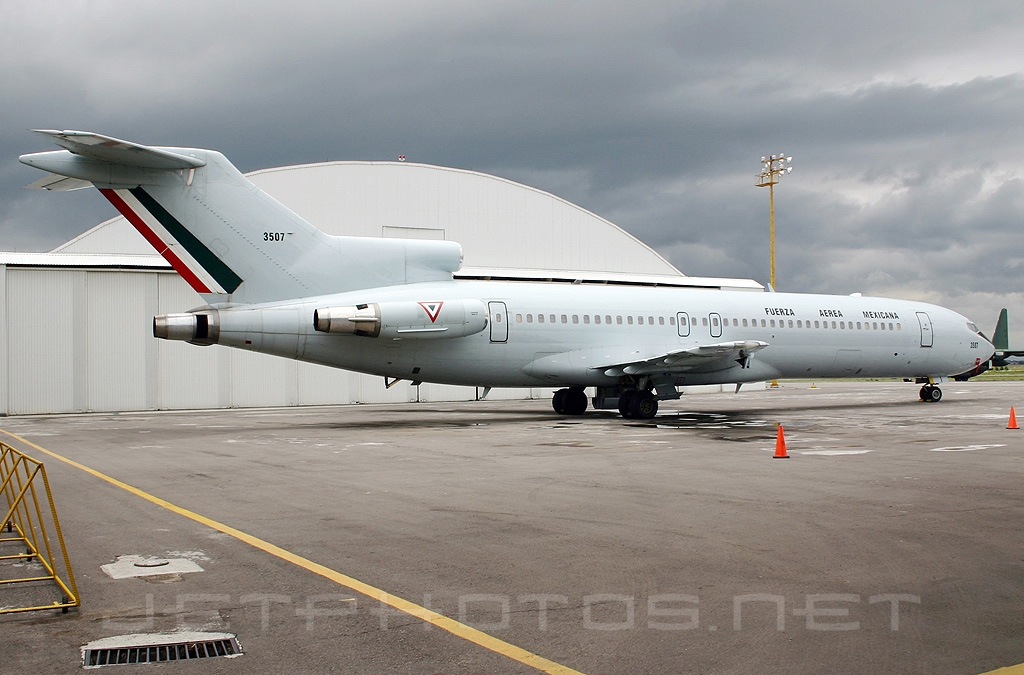
Boeing 727-264 Adv. (3507) de la Fuerza Aérea Mexicana, en la Base Aérea de Santa Lucía.
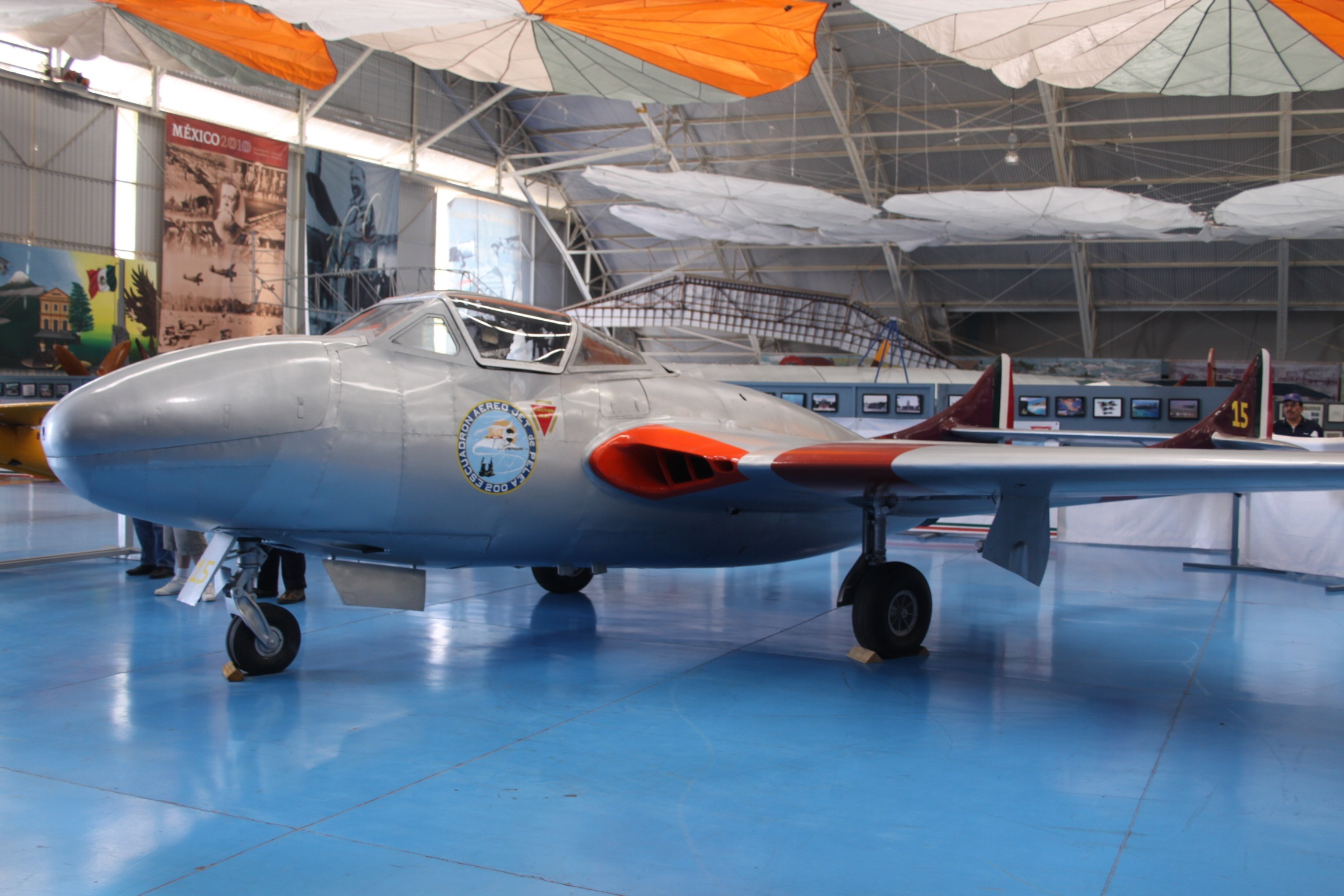
de Havilland DH-115 Vampire Trainer (Mk 11) (FAM-15), exhibido en el Museo Militar de Aviación.
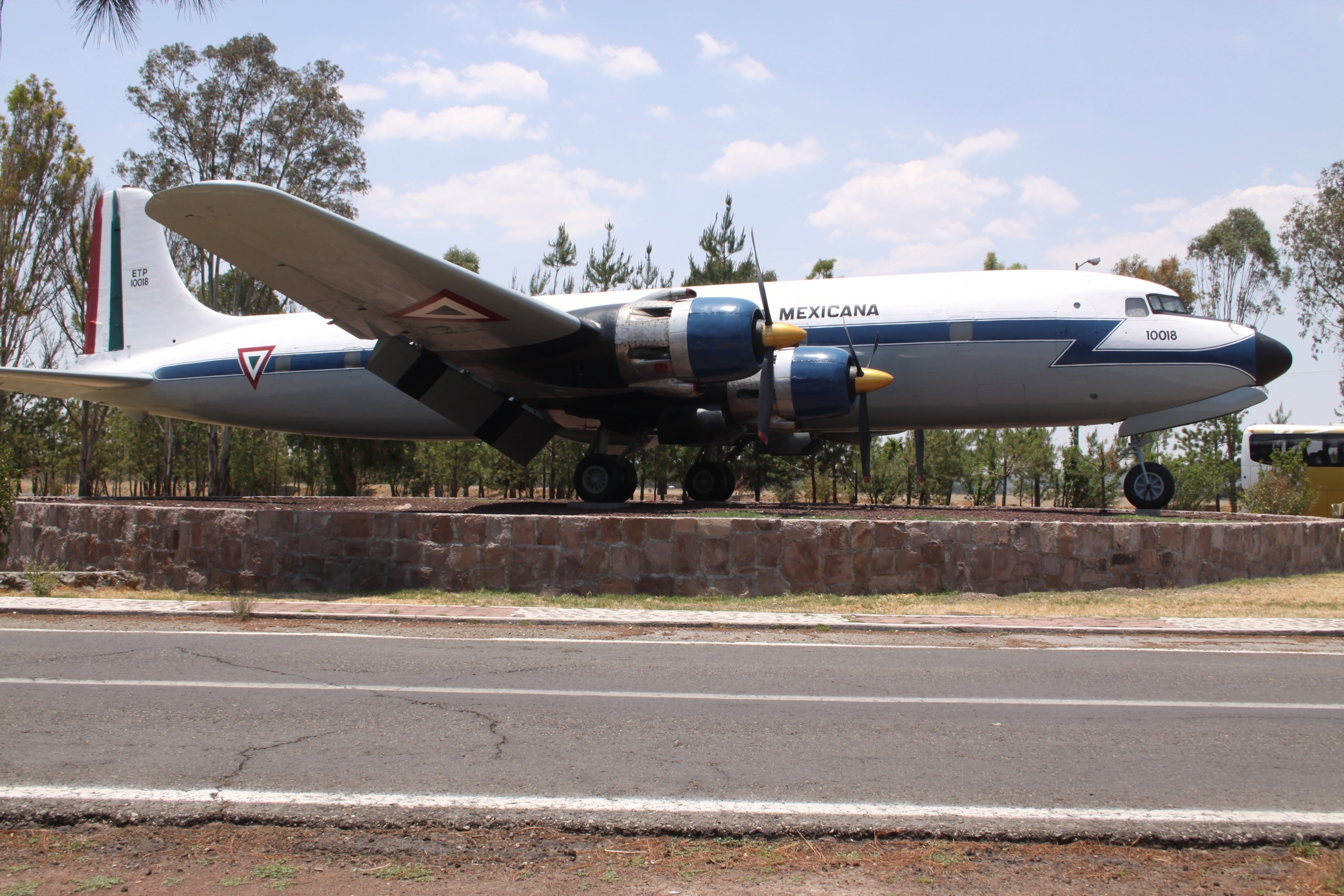
Douglas DC-6A Liftmaster (ETP-10018) en exhibición.
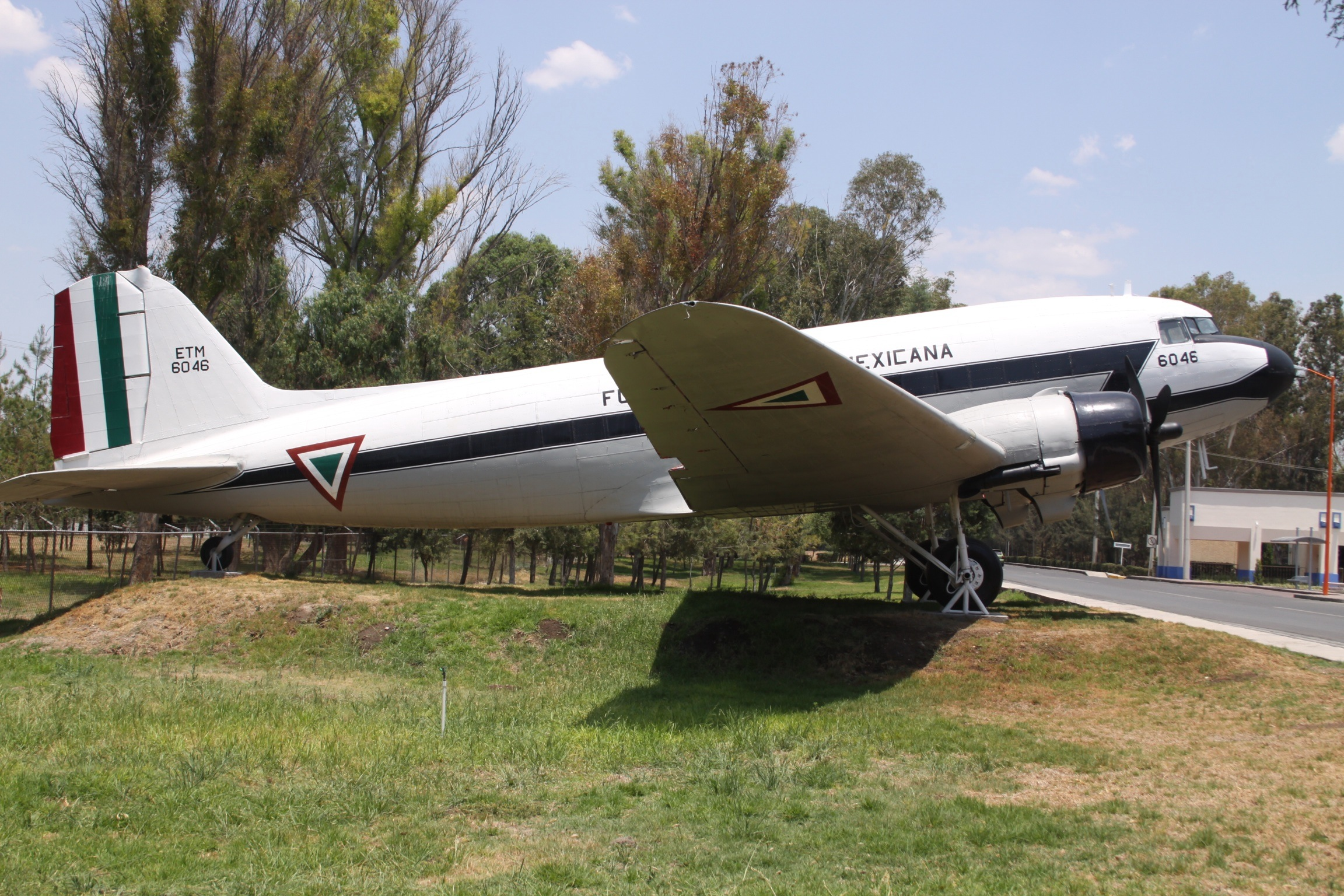
Douglas C-47A-15-DK Skytrain (ETM-6048) en exhibición.
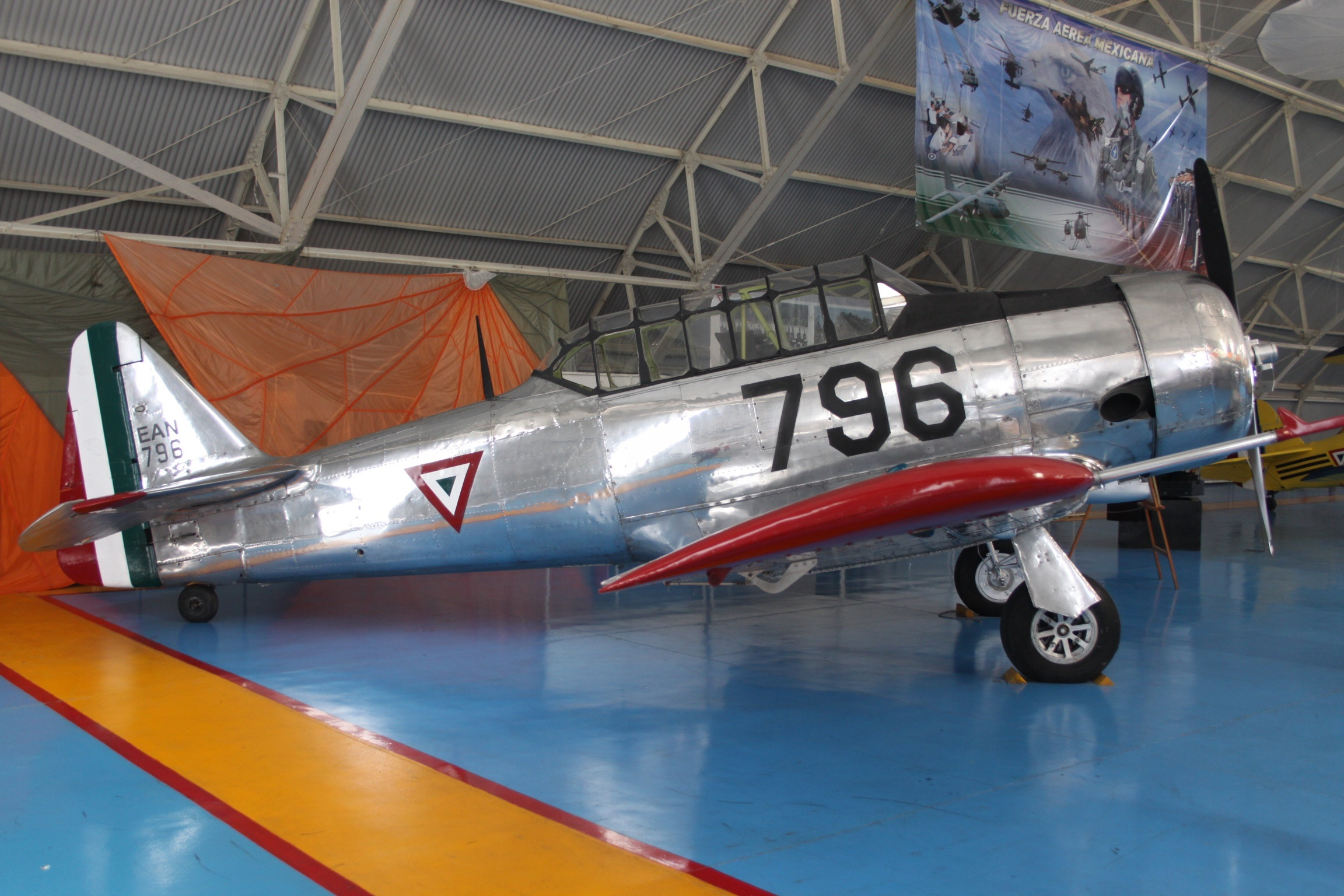
North American T-6-G Texan (EAN-796), exhibido en el Museo Militar de Aviación.
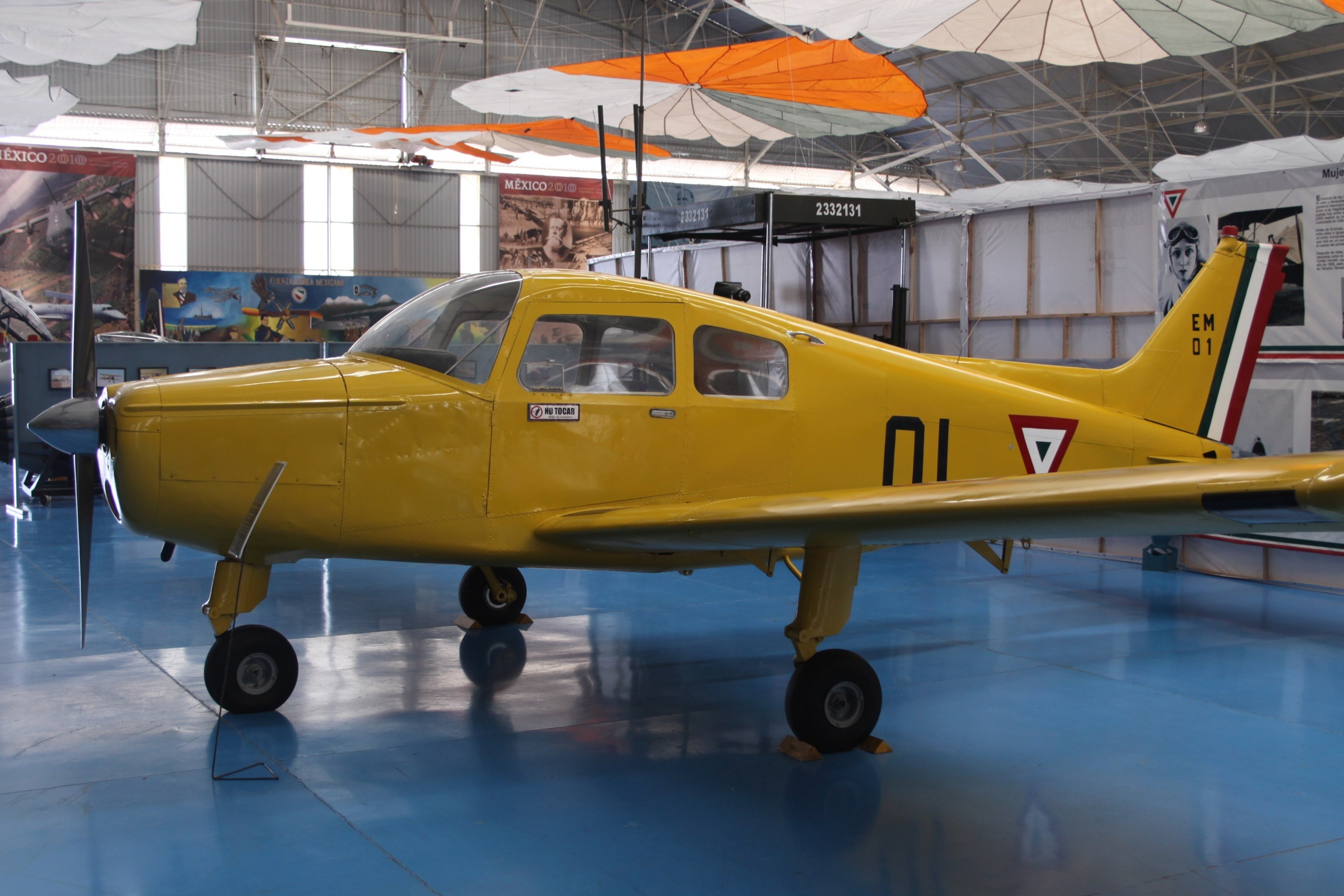
Beechcraft A23-19 Musketeer (EM-01) exhibido en el Museo Militar de Aviación.
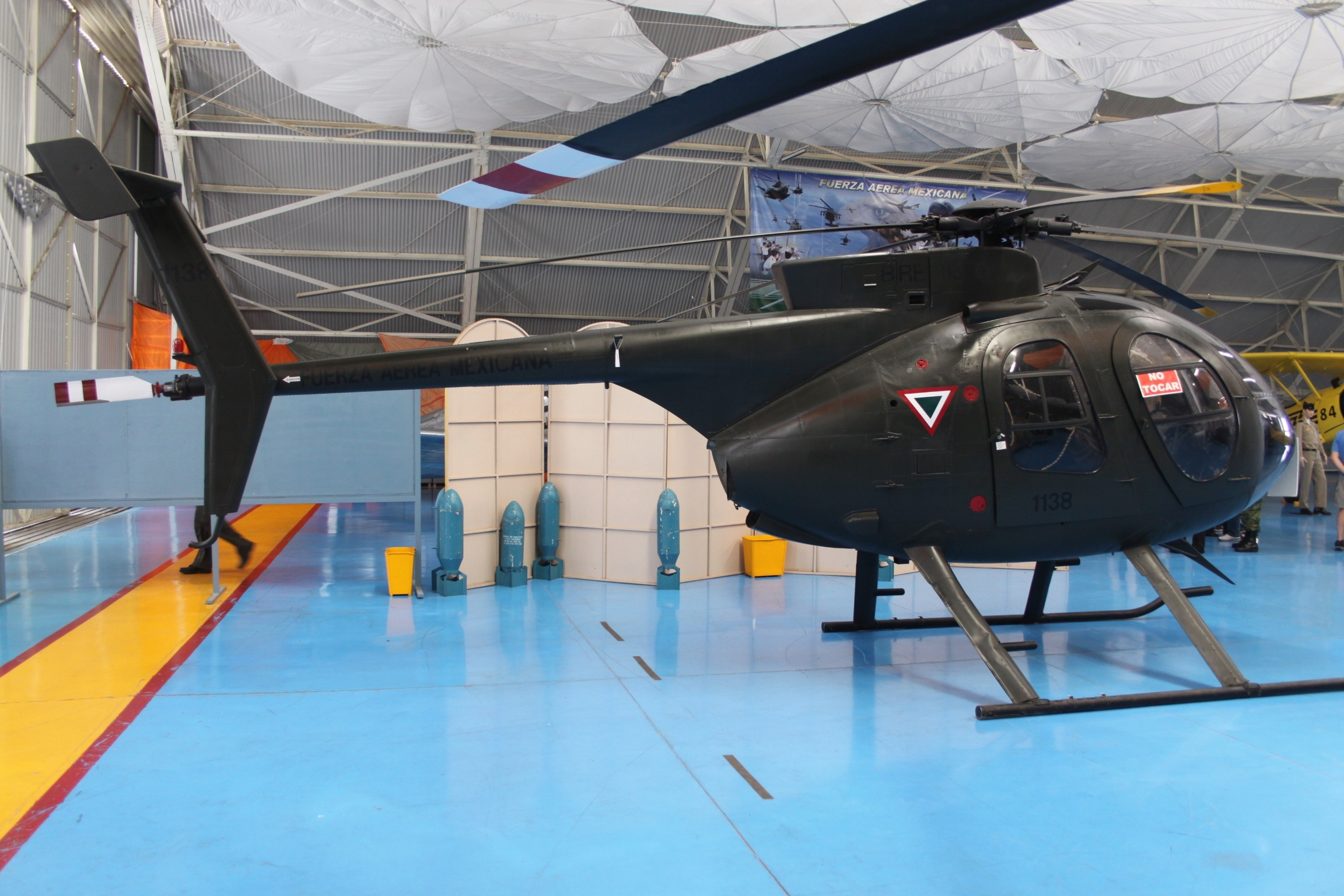
MD-530F (1138) de la Fuerza Aérea Mexicana, exhibido en el Museo Militar de Aviación.
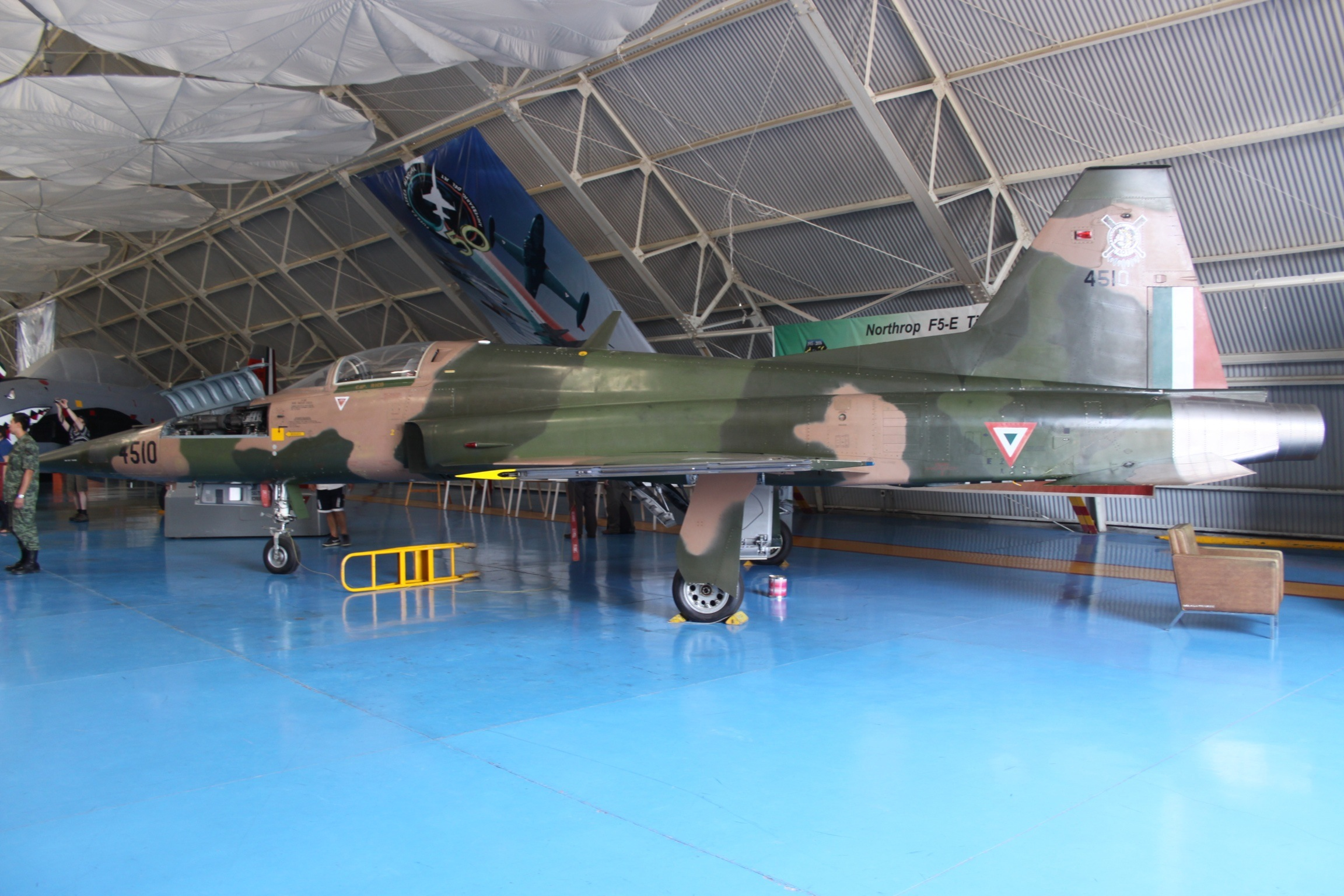
Northrop F-5E Tiger II (4510), exhibido en el Museo Militar de Aviación.
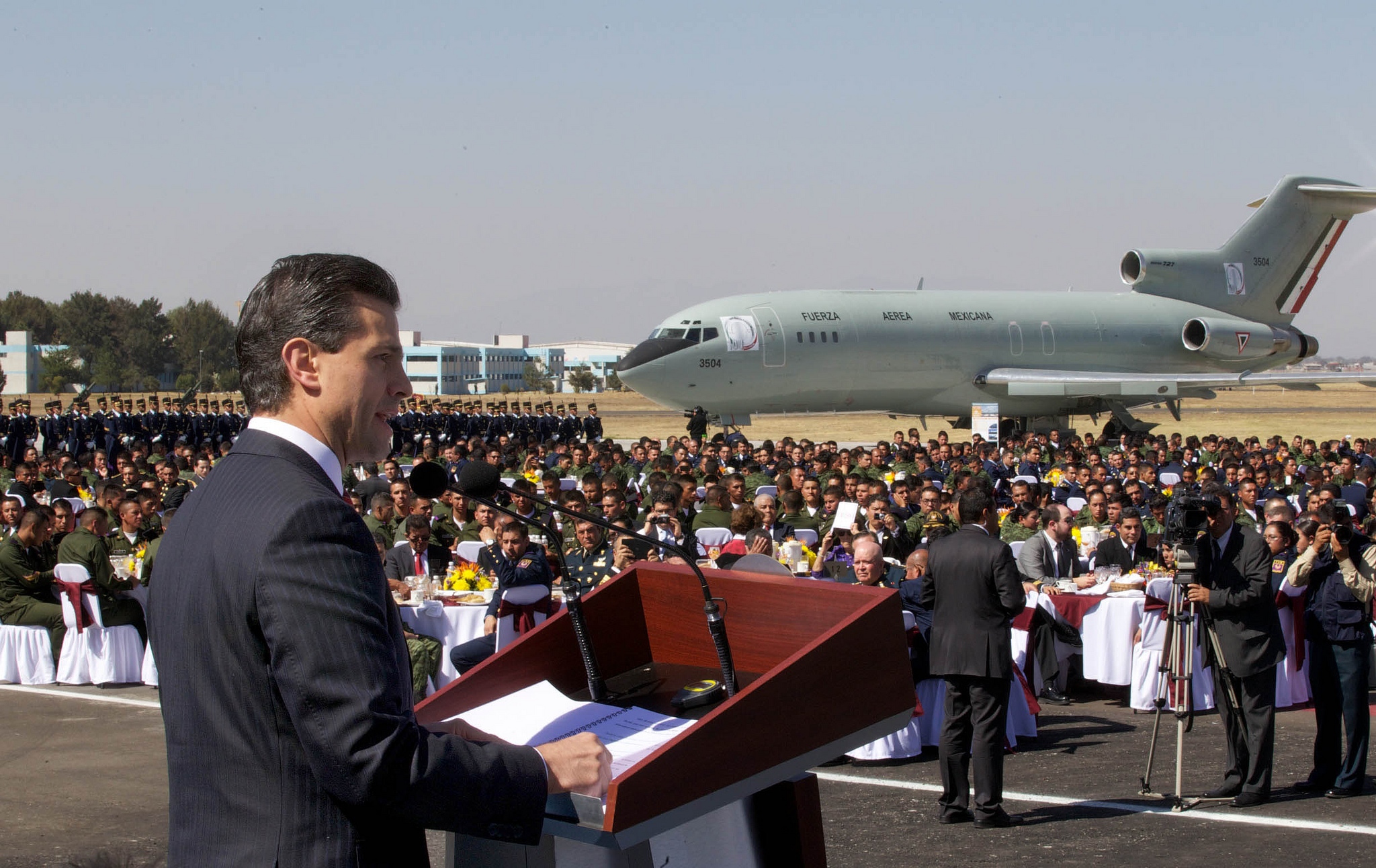
El (entonces) presidente Enrique Peña Nieto, inaugurando el Día de la Fuerza Aérea Mexicana (10 de febrero de 2013), en la Base Aérea de Santa Lucía.
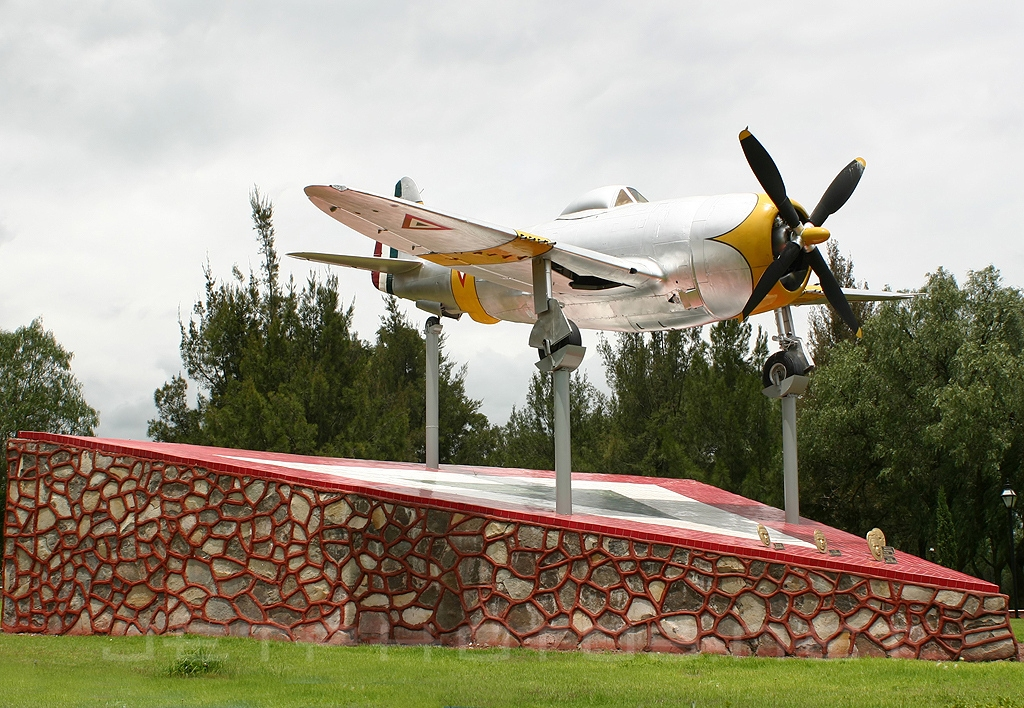
Republic P-47 Thunderbolt en exhibición.
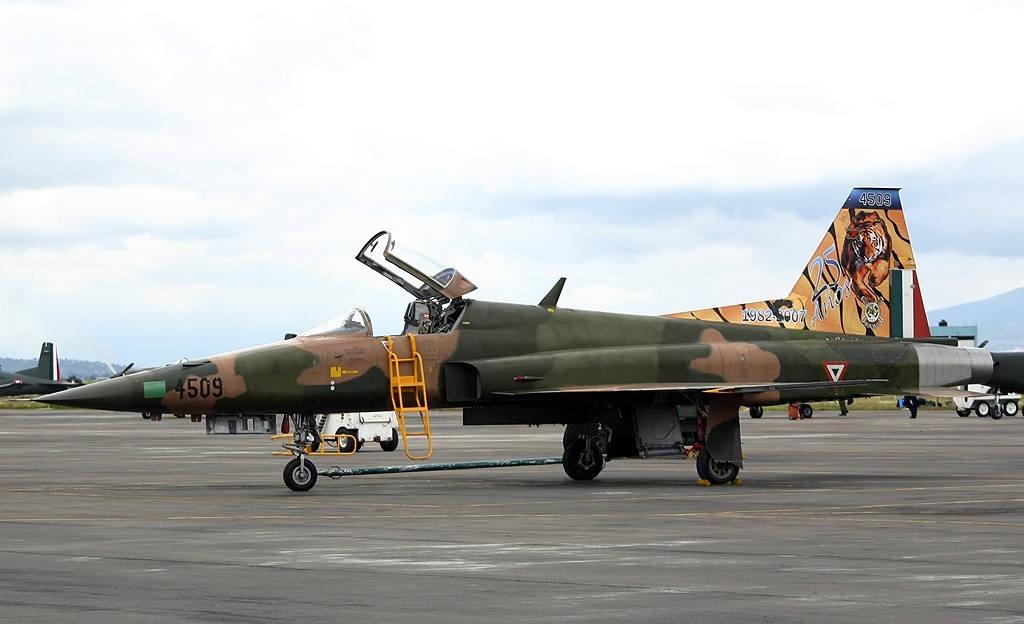
F-5E, portando un esquema conmemorativo en el estabilizador vertical.
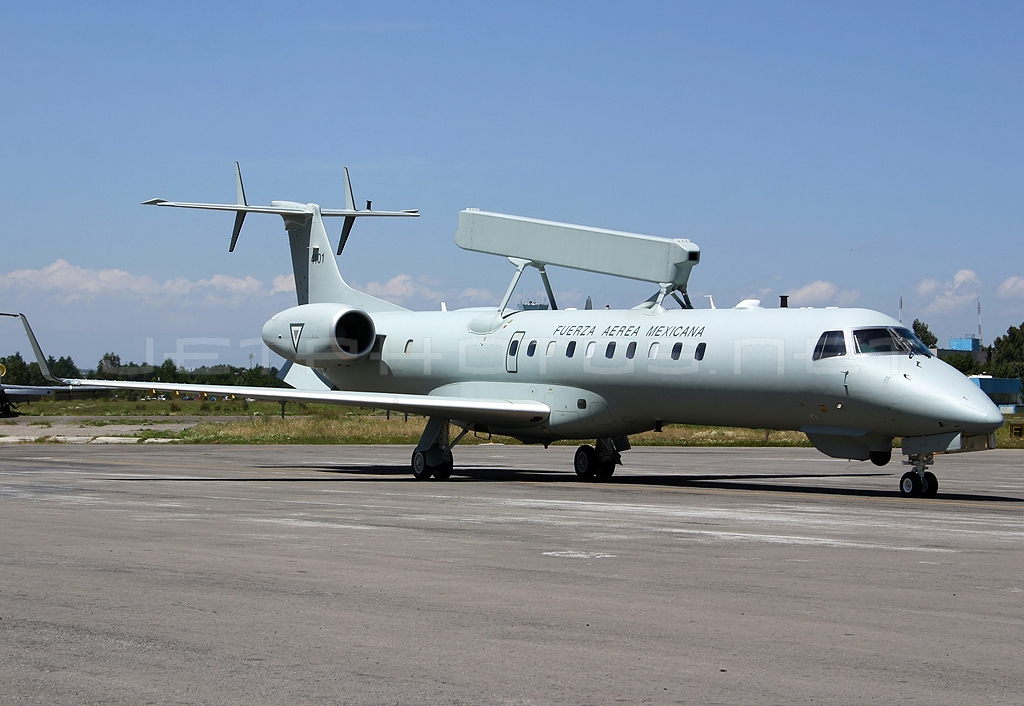
Embraer E-99 en plataforma.
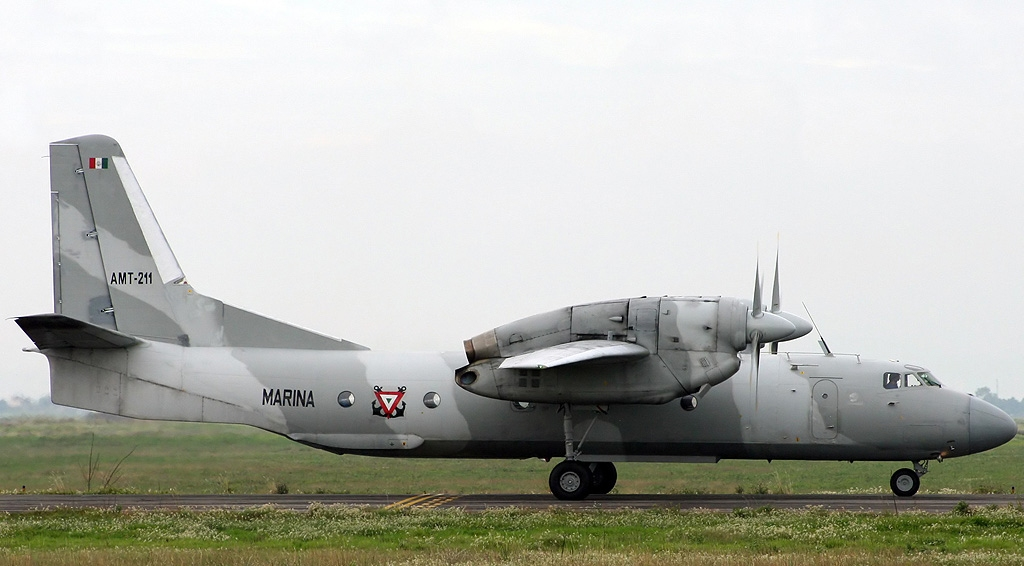
Antonov An-32 de la Marina Armada de México.
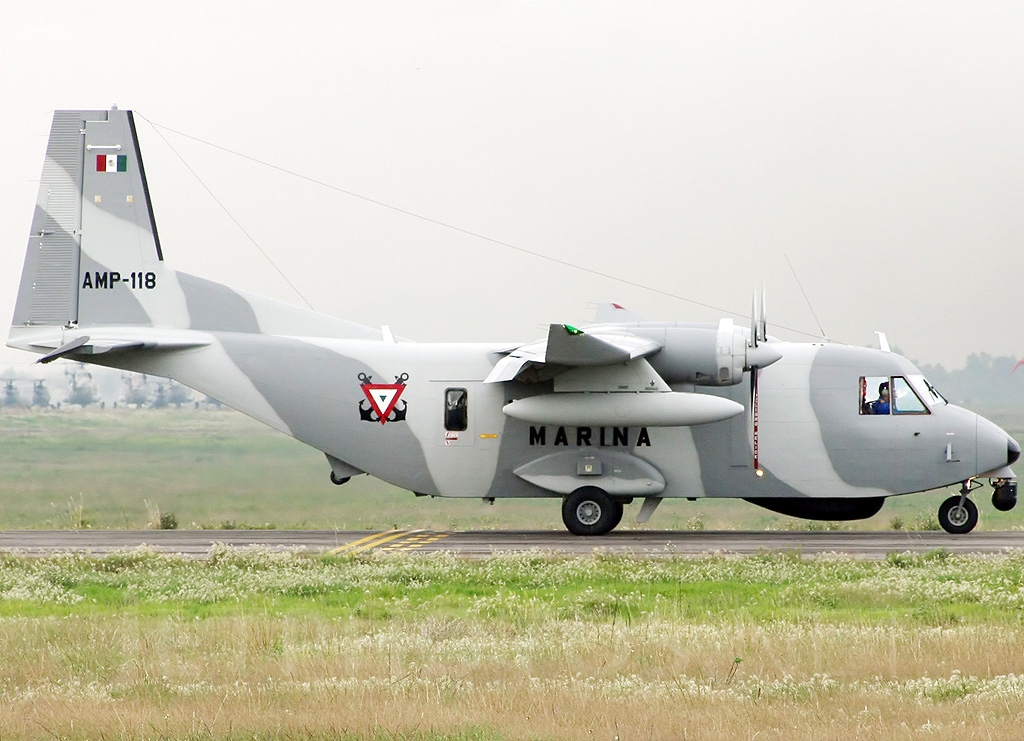
CASA C-212 de la Marina Armada de México.
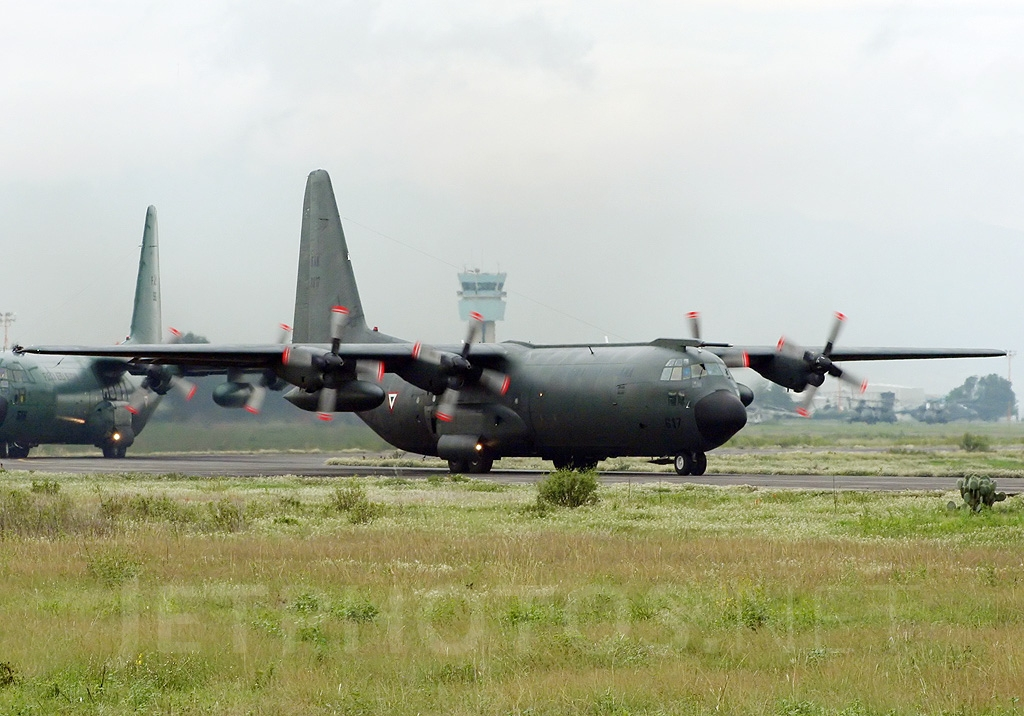
Aviones C-130 Hércules, haciendo rodaje.
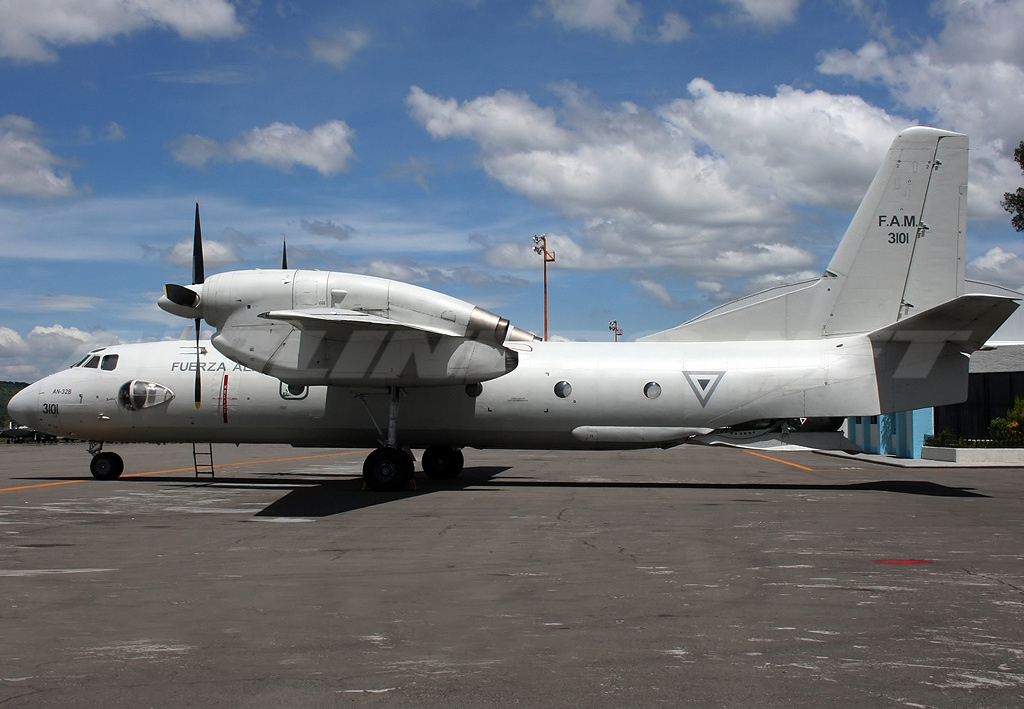
Antonov An-32 portando el último esquema de color durante su servicio. Esta unidad se accidentó el 24 de noviembre de 2010, en Monterrey.

## Aeropuertos cercanos
Los aeropuertos más cercanos son:
- Aeropuerto Nacional Ingeniero Juan Guillermo Villasana (30 km)
- Aeropuerto Internacional de la Ciudad de México (32 km)
- Aeropuerto Nacional Jorge Jiménez Cantú (34 km)
- Aeropuerto Internacional Lic. Adolfo López Mateos (47 km)
- Aeropuerto Internacional General Mariano Matamoros (59 km)
- Aeropuerto Internacional de Puebla (81 km)

## Aeropuerto Internacional Felipe Ángeles
El gobierno federal se ha puesto como meta inaugurar el Aeropuerto Internacional Felipe Ángeles (AIFA) el 21 de marzo de 2022. La construcción costaría 68 mil millones de pesos mexicanos, incluida una conexión vial con el Aeropuerto Internacional de la Ciudad de México que operará en conjunto con el AIFA. Ambos aeropuertos y el 
Aeropuerto Internacional de Toluca formarán parte de una red aeroportuaria integral de la 
Zona Metropolitana de la Ciudad de México.
El AIFA contempla incorporar:
- Sistema de navegación PBN, además
- Dos pistas paralelas de uso comercial que tendrán un longitud de 4.5 km cada una, con una anchura de 45 metros, suficiente para poder recibir un Airbus A350-900 o mayores, con una separación de 1.6 km entre ambas, y
- Una tercera pista de 3.5 km que será de uso militar.
- Una torre de control con una altura de 88 m de alto, que permitirá una visibilidad de más de 18 km.